# Titan (Mond)
Titan (auch Saturn VI) ist mit einem Durchmesser von 5.150 Kilometern der größte Mond des Planeten Saturn, weshalb er nach dem Göttergeschlecht der Titanen benannt wurde. Er ist ein Eismond, nach Ganymed der zweitgrößte Mond im Sonnensystem und der einzige mit einer dichten Gashülle.
Titan wurde 1655 vom niederländischen Astronomen Christiaan Huygens entdeckt. Beobachtungen von der Erde und vom Weltraumteleskop Hubble aus erweiterten das Wissen über ihn, insbesondere jedoch Vorbeiflüge einiger Raumsonden seit 1979. Die informativsten Bilder und Messdaten sind bei der Landung der Sonde Huygens im Jahre 2005 erfasst worden.
Obwohl die Oberflächentemperatur des Titan weitaus niedriger ist als die der Erde, gilt er hinsichtlich der dichten, stickstoffreichen Atmosphäre und des Auftretens von Flüssigkeit als der erdähnlichste Himmelskörper des Sonnensystems. Seine Gashülle ist auf der Oberfläche etwa fünfmal so dicht und der Druck etwa 50 % höher als auf der Erde. Sie besteht überwiegend aus Stickstoff und enthält Kohlenwasserstoffe sowie Spuren anderer organischer Verbindungen. Die Oberfläche und die oberste Schicht des Mantels sind aus Eis und Methanhydrat.
Für Leben an der Oberfläche, das auf Wasser basiert, kreist Saturn mit seinen Monden in einer viel zu kalten Gegend um die Sonne (außerhalb der habitablen Zone). Vorstufen von Leben werden jedoch nicht ausgeschlossen. Unterhalb der Oberfläche befindet sich möglicherweise ein Ozean mit flüssigem Wasser, obgleich die Temperaturen dort unter 0 °C liegen.

## Physikalische Daten
Auf Titan entfallen über 95 % der Gesamtmasse aller Saturnmonde. Diese enorme Massekonzentration unter den Saturnsatelliten in einem einzelnen Körper hat zu Fragen über seine Entstehung geführt.
Es ist noch ungeklärt, ob Titan in einer Materieansammlung des Sonnennebels, die Saturn formte, als nativer Mond entstand oder ob er sich an einem anderen Ort bildete und später durch Saturns Schwerkraft eingefangen wurde und somit in seine Umlaufbahn gelangte, wie es bei Neptuns Mond Triton der Fall war. Die letztere Hypothese könnte die ungleiche Massenverteilung von Saturns Monden erklären.
Titan besitzt mit 1,88 g/cm³ auch die höchste Dichte aller größeren Saturnmonde, obwohl er ähnlich wie diese zusammengesetzt ist.

### Umlaufbahn

Titans Umlaufbahn (rot) im Vergleich zu den Bahnen sechs anderer großer Saturnmonde: von außen nach innen sind die Monde außerhalb seines Orbits Iapetus und Hyperion; innen folgen Rhea, Dione, Tethys und Enceladus

Titan umrundet Saturn in einem mittleren Abstand von 1.221.850 Kilometern (20,3 Saturnradien) und somit außerhalb der Saturnringe, die im sichtbaren Teil (E-Ring) bei etwa 480.000 Kilometern enden, aber bis zu einem Radius von etwa 960.000 Kilometern reichen.
Die Umlaufbahnen seiner beiden nächsten Nachbarmonde liegen 242.000 Kilometer weiter außen (Hyperion) und 695.000 Kilometer weiter innen (Rhea). Ein resonanznahes Umlaufverhältnis besteht zu Hyperion, der während vier Titanumläufen knapp dreimal (2,998) den Planeten umkreist.
Ein Umlauf dauert 15 Tage, 22 Stunden und 41 Minuten bei einer mittleren Bahngeschwindigkeit von 5,57 km/s. Die Umlaufbahn bildet keinen exakten Kreis, sondern weist eine numerische Exzentrizität von 0,029 auf, was für einen großen Mond ein relativ hoher Wert ist. 
Saturns Rotationsachse ist gegenüber der Ekliptik um 26,73° geneigt (zum Vergleich: Erdachse 23,4°) und seine Bahnebene um 2,5° gegen die durch die Erdumlaufbahn definierte Ekliptik. Die Bahnebene von Titan weicht um 0,33° von der Äquatorebene Saturns und seiner Ringe ab und die Achsneigung (zwischen der Achse von Titans Umlaufbahn und seiner Drehachse) beträgt 0,3°. Titans Drehachse hat also näherungsweise die gleiche Ausrichtung wie die von Saturn.
Dadurch entstehen auf Titan und auf Saturn (und weiteren Satelliten) auf ihren jeweiligen Nord- und Südhalbkugeln die vier Jahreszeiten, dort jedoch für jeweils 7½ Erdjahre, da ein Saturnjahr (und damit auch der Umlauf von Titan um die Sonne) fast 30 Jahre dauert. Der erste Sommer des dritten Jahrtausends ging auf der Südhalbkugel des Titan im August 2009 zu Ende.
Das Baryzentrum von Saturn und Titan ist infolge der 4.227-fachen Masse des Planeten nur 290 Kilometer vom Saturn-Mittelpunkt entfernt.

### Ring aus Wasserstoff um die Umlaufbahn
Die Umlaufbahn von Titan liegt innerhalb eines ca. 1 Mio. Kilometer breiten Ringes aus ungeladenem Wasserstoff; in diesem Ring kommt auch Sauerstoff vor. Der Wasserstoff stammt höchstwahrscheinlich aus der Titanatmosphäre.

### Rotation
Titan hat eine an den Umlauf gebundene Rotation. Das bedeutet, dass immer dieselbe Seite dem Planeten zugewandt ist, wie es auch beim Erdmond und allen anderen großen Trabanten der Fall ist. Er rotiert somit in der gleichen Zeit und mit dem gleichen Drehsinn seines Saturnumlaufs – von West nach Ost – in 15 Tagen, 22 Stunden und 41 Minuten um seine Achse. Am Äquator entspricht das einer Geschwindigkeit von knapp 12 m/s. Seine Rotationsachse weicht von der Achse seiner Bahnebene um 0,3° ab.

### Größe, Masse und Albedo
Mit einem mittleren Durchmesser von 5.150 Kilometern ist Titan der zweitgrößte Mond im Sonnensystem und liegt bezüglich Masse, Dichte und Durchmesser zwischen den Jupitermonden Ganymed und Kallisto.

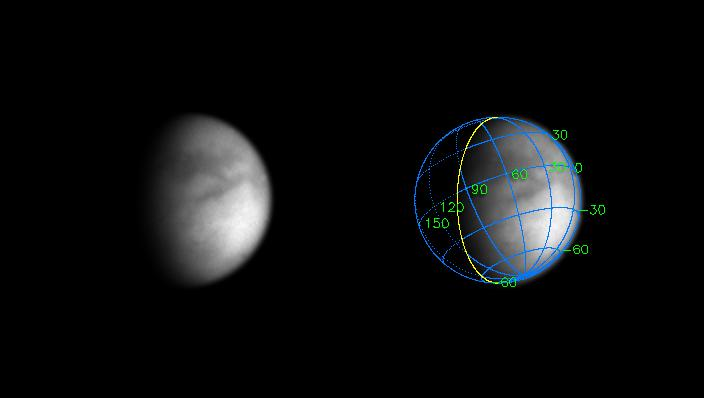
Aufnahme des Saturnmondes Titan von der NASA-Sonde Cassini

Von der Erde aus erschien es lange Zeit so, dass Titan etwa 5.550 Kilometer Durchmesser hätte und damit größer sei als Ganymed. Doch die Erkundung durch Voyager 1 offenbarte 1980 die ausgeprägte und undurchsichtige Gashülle, weshalb zuvor der Durchmesser des festen Körpers überschätzt worden war. Titan ist etwa 50 % größer und 80 % massereicher als der Erdmond. Er ist zudem größer als der kleinste Planet Merkur, aber weit weniger massereich als dieser. Die Oberfläche von Titan ist so groß wie die der Kontinente Europa, Asien und Afrika zusammen.
An seiner Oberfläche herrscht eine Fallbeschleunigung von 1,35 m/s². Dies ist knapp ein Siebtel der Fallbeschleunigung auf der Erdoberfläche (9,81 m/s²) und etwas weniger als diejenige auf der Oberfläche des Erdmondes (1,62 m/s²).
Titan ist groß genug, um seine Entstehungswärme noch nicht verloren zu haben, und besitzt im Inneren Wärmequellen in Form radioaktiver Nuklide in Mineralien (beispielsweise Kalium-40, Uran), so dass seine Temperatur mit zunehmender Tiefe ansteigt (Temperaturgradient). Sehr wahrscheinlich ist das Innere von Titan geologisch aktiv.
Die Dunstschicht der Gashülle verleiht ihm eine niedrige geometrische Albedo von 0,22; das heißt, nur 22 % des eingestrahlten Sonnenlichtes werden reflektiert. Die sphärische Albedo beträgt 0,21.

## Aufbau
Der feste Körper von Titan setzt sich etwa zur Hälfte aus einem Mantel von Wassereis und zur anderen Hälfte aus einem Kern von silikatischem Gestein zusammen. Damit dürfte er ähnlich aufgebaut sein wie die Jupitermonde Ganymed und Kallisto und der Neptunmond Triton und möglicherweise auch der Zwergplanet Pluto. Er unterscheidet sich jedoch von ihnen durch seine Gashülle.

### Atmosphäre

Vergleich der Atmosphären von Erde (links) und Titan (rechts)

Schichtenaufbau der Atmosphäre

Im Sonnensystem ist Titan unter den Planeten und Monden seiner Größenklasse der einzige Himmelskörper mit einer dichten und wolkenreichen Atmosphäre.
Der spanische Astronom Josep Comas i Solà äußerte nach seinen teleskopischen Beobachtungen im Jahre 1908 als erster die Vermutung, dass der Mond von einer Gashülle umgeben ist, da die winzige Titanscheibe am Rand dunkler sei als im Zentrum. Der Nachweis dafür wurde jedoch erst im Jahre 1944 von dem US-amerikanischen Astronomen Gerard Kuiper mittels spektroskopischer Untersuchungen erbracht. Dabei wurde der Partialdruck des Kohlenwasserstoffs Methan zu 100 mbar bestimmt.
Untersuchungen mittels der Voyager-Sonden haben ergeben, dass der atmosphärische Druck auf Titans Oberfläche circa 1,5 bar betrage und somit um rund 50 % höher sei als der auf der Erdoberfläche. Unter Berücksichtigung der geringen Schwerkraft und Oberflächentemperatur bedeutet dies, dass sich über jedem Quadratmeter Titanoberfläche zehnmal so viel Gas wie auf der Erde befindet und ihre Dichte in Bodennähe fünfmal so groß ist. Die gesamte Masse der Gashülle ist etwa 1,19-mal so groß wie die der – wesentlich größeren – Erde.

#### Interaktion mit dem Sonnenwind
Titan wird von Saturns Magnetosphäre vor dem Sonnenwind geschützt. Wenn aber der Sonnenwind besonders stark ist, wird Saturns Magnetosphäre auf der sonnenzugewandten Seite des Planeten unter die Umlaufbahn von Titan zusammengedrückt, so dass Titan dem Sonnenwind ausgesetzt wird, wenn er diese Stelle passiert. Da Titan kein eigenes Magnetfeld hat, kann der ungehindert in die Titanatmosphäre eindringende Sonnenwind deshalb unter anderem kleine Mengen der Titanatmosphäre davonblasen.

#### Ursprung und Materienachschub
Die Stickstoffatmosphäre ist aus Ammoniak (NH3) entstanden, das aus dem Mond ausgaste und durch energiereiche UV-Anteile der Sonnenstrahlung unterhalb 260 nm (entsprechend der Bindungsenergie von 460 kJ/mol) in Stickstoff- und Wasserstoffatome aufgespalten wurde, die sich sofort zu Stickstoffmolekülen (N2) und Wasserstoffmolekülen (H2) verbanden. Der schwere Stickstoff sank unter das leichtere Ammoniak, der extrem leichte Wasserstoff entwich in den Weltraum; er kann sich auf Titan wegen der geringen Anziehungskraft nicht ansammeln.
Nach einer neuen Theorie entstand die Atmosphäre, als Einschläge des großen Bombardements die Oberfläche aus Ammoniakeis zertrümmerten und daraus Stickstoff freisetzten. Darauf deutet die geringe innere Differenzierung von Titan und die Isotopenzusammensetzung des Argon in der Atmosphäre hin.
Die Huygens-Sonde hat zudem Mengenverhältnisse der Isotope von N und C gemessen. Das Isotopenverhältnis von 14N zu 15N legt nahe, dass ursprünglich die fünffache Menge an Stickstoff vorhanden war und das etwas leichtere 14N überwiegend in das Weltall diffundierte. Das Mengenverhältnis von 12C zu 13C lässt darauf schließen, dass Methan in der Gashülle kontinuierlich neu gebildet wird.

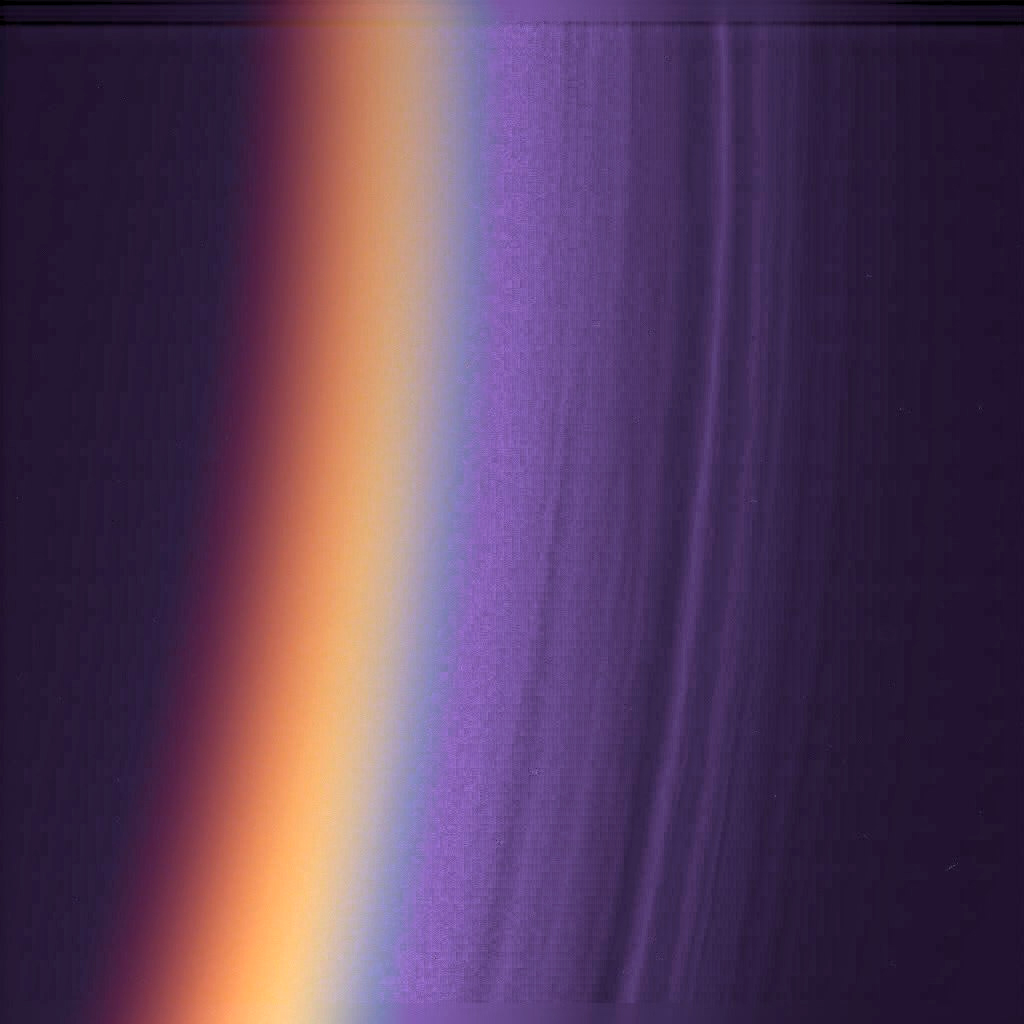
Die Titanatmosphäre besteht aus vielen übereinanderliegenden Dunstschichten, die sich Hunderte von Kilometern hoch erstrecken: UV-Aufnahme von der Nachtseite aus (Cassini, 2004). Um nahezu natürliche Farben zu erreichen, wurde die Aufnahme nachkoloriert.

#### Schichtenaufbau
Titans Atmosphäre reicht etwa zehnmal so weit in den Weltraum hinein wie die der Erde. Die Grenze der Troposphäre liegt in einer Höhe von circa 44 Kilometern. Hier wurde auch das Temperaturminimum der Atmosphäre von −200 °C ermittelt. Danach steigt die Temperatur wieder an und liegt in 500 Kilometern Höhe bei −121 °C. Die Ionosphäre Titans ist komplexer aufgebaut als die der Erde. Die Hauptzone befindet sich in einer Höhe von 1.200 Kilometern, allerdings mit einer weiteren Zone aus geladenen Partikeln bei Kilometer 63. Das teilt die Titanatmosphäre zu einem gewissen Maße in zwei Radiowellen zurückwerfende Kammern.

#### Chemie der Atmosphäre
Die einzigen Körper im Sonnensystem, deren Atmosphäre hauptsächlich aus Stickstoff besteht, sind Erde und Titan. Bei Letzterem sind es 95 % Stickstoff und etwa 5 % Methan, das in der oberen Atmosphäre aufgrund seiner geringen Dichte (57 % von Stickstoff) vorherrscht. Außerdem finden sich Spuren von mindestens einem Dutzend anderer organischer Verbindungen, unter anderem Ethan, Propan, Ethin und Cyanwasserstoff. Helium, Argon, Kohlenstoffdioxid und Wasser wurden ebenfalls gefunden, jedoch praktisch kein freier Sauerstoff.
Da Titan kein nennenswertes Magnetfeld besitzt, ist seine Atmosphäre besonders an ihrem äußeren Rand direkt dem Sonnenwind ausgesetzt. Außerdem unterliegt sie der Einwirkung der kosmischen Strahlung sowie der Sonneneinstrahlung, wovon chemisch der bereits erwähnte UV-Anteil von Bedeutung ist. Von solchen energiereichen Materieteilchen oder Photonen getroffene Stickstoff- und Methanmoleküle werden in Ionen oder sehr reaktive Radikale aufgespalten. Diese Bruchstücke gehen mit anderen Molekülen neue Bindungen ein, wobei sie komplexe organische Stickstoffverbindungen, die oben genannten Kohlenstoffverbindungen und verschiedene polyzyklische aromatische Kohlenwasserstoffe bilden. Auf diese Weise entstehen in der oberen Titanatmosphäre auch Polyine mit Dreifachbindungen. Die polyzyklischen aromatischen Kohlenwasserstoffe können auch Stickstoff enthalten und verklumpen zu den Aerosolen.
Tholine

Bildung von Tholinen in Titans oberer Atmosphäre

Die schwereren Moleküle sinken langsam in tiefere Schichten der Atmosphäre und bilden den orangefarbenen Nebel, welcher den Saturnmond einhüllt. Der Astrophysiker Carl Sagan prägte für dieses Gemisch von Verbindungen mit noch unbekannter Zusammensetzung den Begriff „Tholin“. Er vermutete zudem eine Schicht solcher Moleküle auf der Oberfläche Titans, in der bei Energiezufuhr chemische Reaktionen ablaufen könnten, die jenen in der Urzeit der Erde ähnlich sind und einen Beitrag zur Entstehung des irdischen Lebens geleistet haben. Durch diese Vermutungen wurde der Titan zu einem der interessantesten Schauplätze im Sonnensystem.
Während ihres Abstiegs zur Titanoberfläche untersuchten Instrumente der Huygenssonde die Atmosphäre. Mit dem Ionen-Neutral-Massenspektrometer (INMS) konnte nachgewiesen werden, dass der orangefarbene Nebel kleinere und mittelgroße Moleküle enthält. Aufschlussreicher waren die Daten des Cassini-Plasmaspektrometers (CAPS), das eigens für die Untersuchung der Orangefärbung der Atmosphäre mitgeführt wurde und erstmals eine Erklärung für die Bildung von Tholinen lieferte. Es detektierte große, positiv und negativ geladene Ionen. Vor allem die negativ geladenen Ionen spielen vermutlich eine unerwartete Rolle in der Bildung von Tholinen aus kohlenstoff- und stickstoffhaltigen Verbindungen.

#### Leuchten in der Atmosphäre
Cassini konnte auf einer 560 Sekunden belichteten Aufnahme von Titan in Saturns Schatten ein schwaches Leuchten in der Atmosphäre feststellen. Das Leuchten im oberen Atmosphärenbereich, 1.000 km über der Oberfläche, stammt wahrscheinlich aus der Kollision der Atmosphärenmoleküle mit dem Sonnenwind oder mit Teilchen aus Saturns Magnetosphäre. In nur 300 km Höhe über dem Boden leuchtet die Atmosphäre jedoch stärker. Dieses Leuchten kann nicht so wie in höheren Schichten entstehen, sondern nur durch kosmische Strahlung oder chemische Reaktionen der Atmosphärenbestandteile ausgelöst werden.

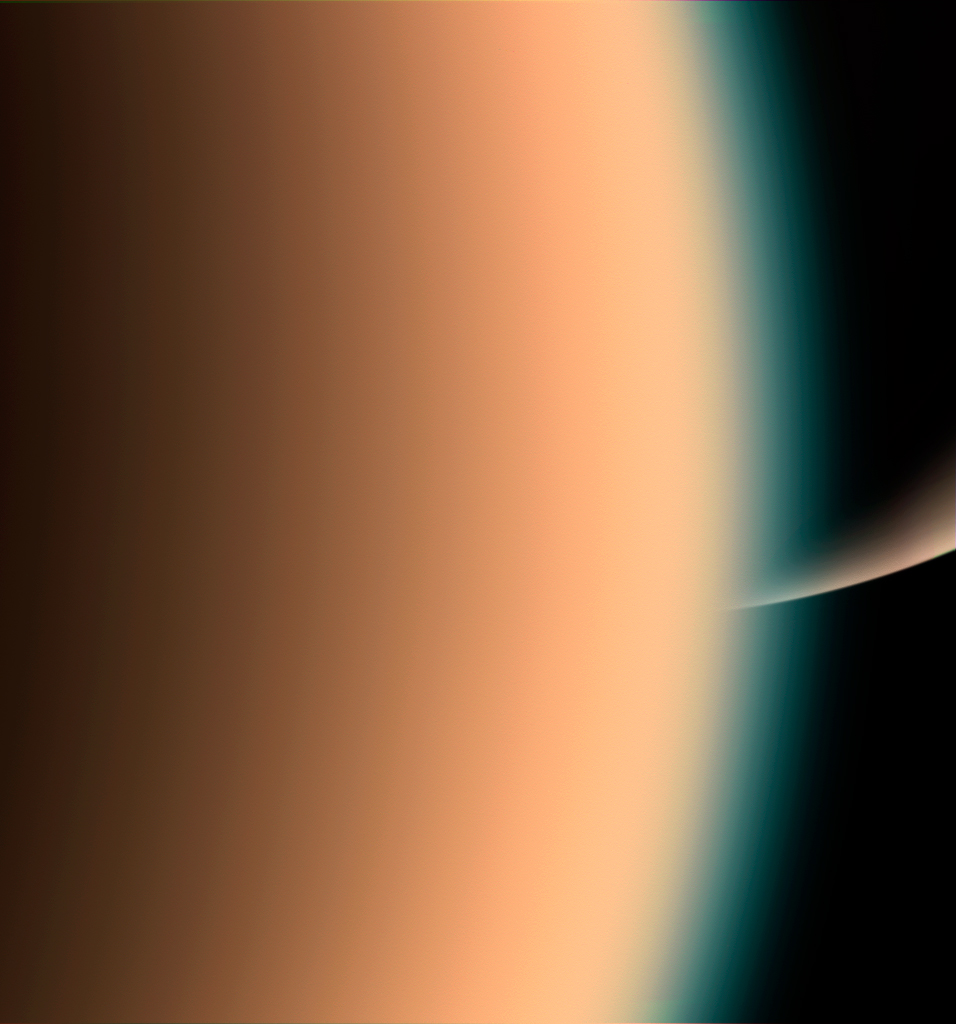
Blick über den Rand von Titan und durch seine Hochatmosphäre auf Saturns Südpol von Cassini, 2005
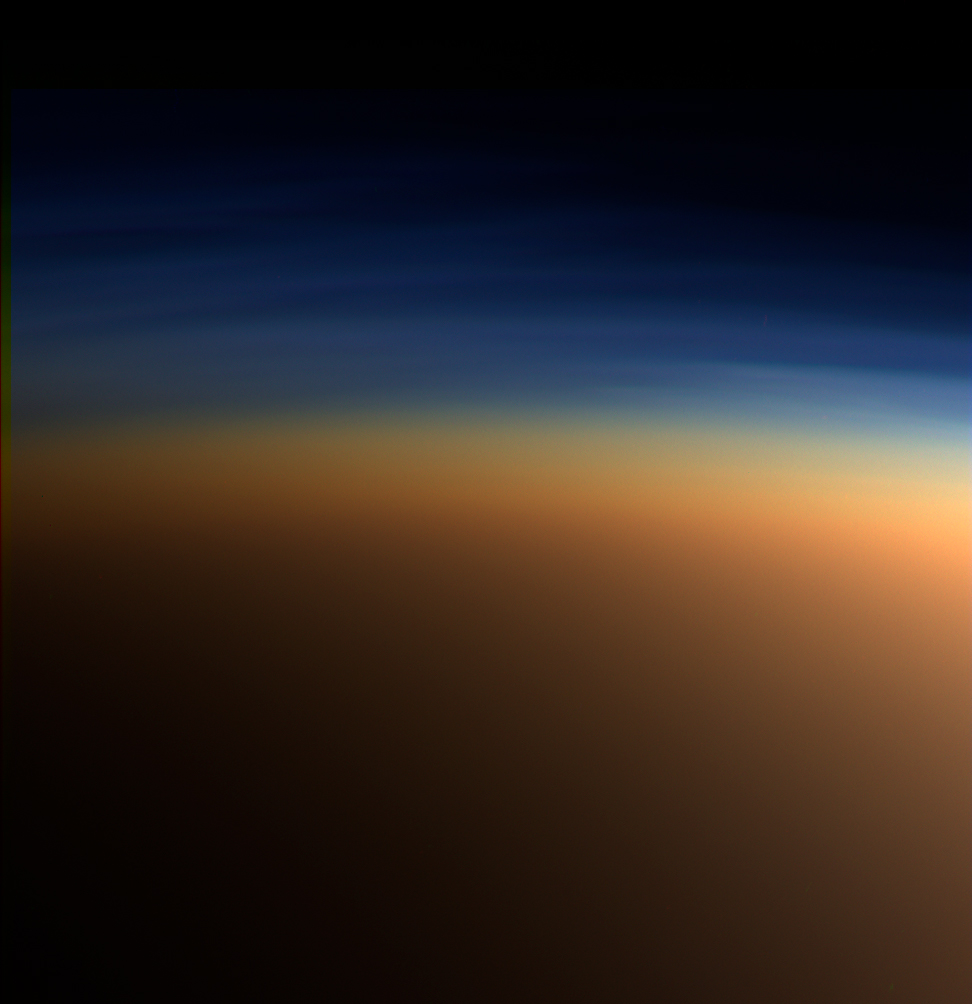
Echtfarbaufnahme der oberen Titanatmosphäre. In der blauen Dunstschicht brechen Methanmoleküle auf, darunter liegt der orangefarbene Dunst. Aufnahme aus 9500 km Entfernung, die Auflösung beträgt ca. 400 m pro Pixel (Cassini, 2005)
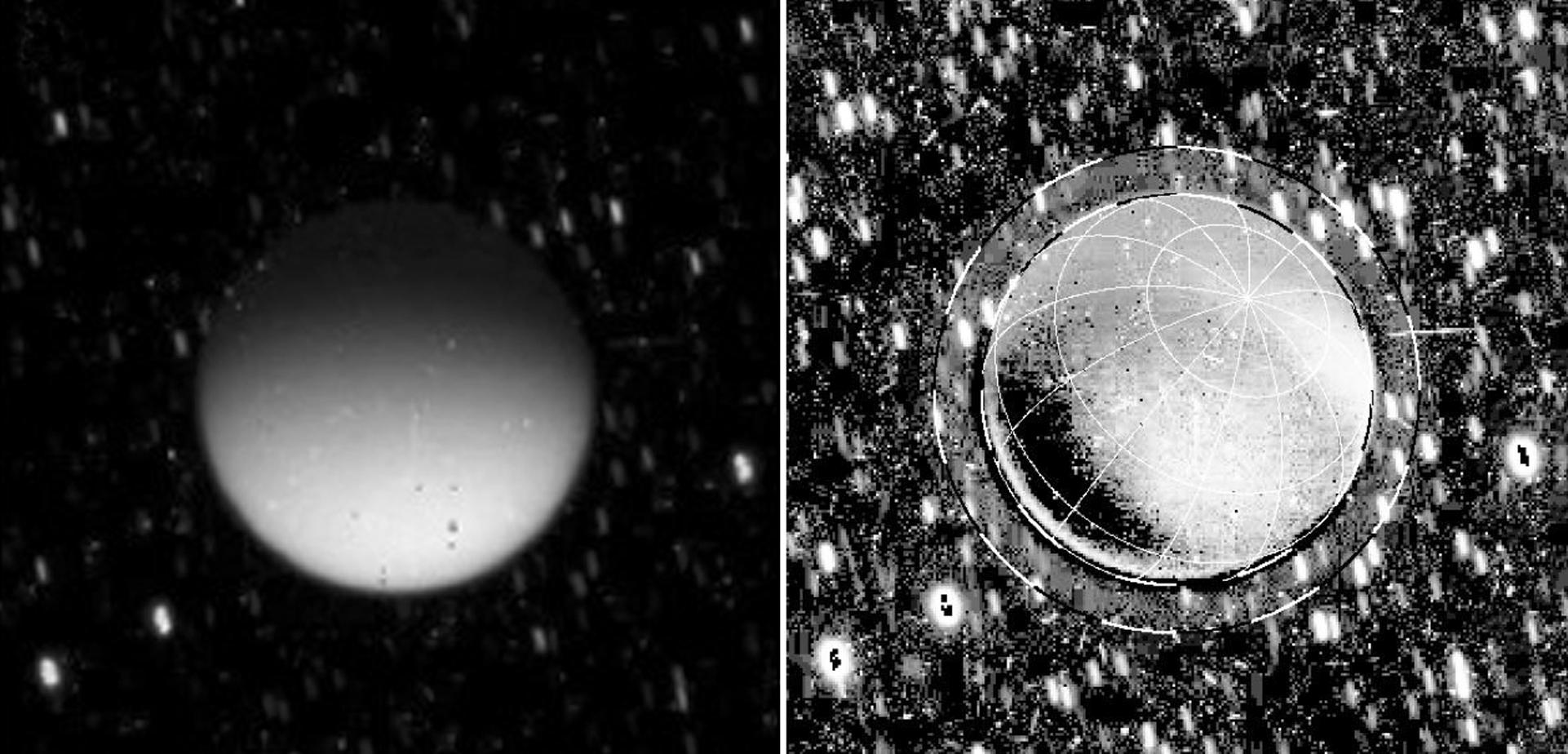
Im rechten Bild wurde Saturns reflektiertes Licht entfernt. In verschiedenen Höhenbereichen in Titans Atmosphäre ist unterschiedlich starkes Leuchten zu erkennen (Cassini, 7. Mai 2009).
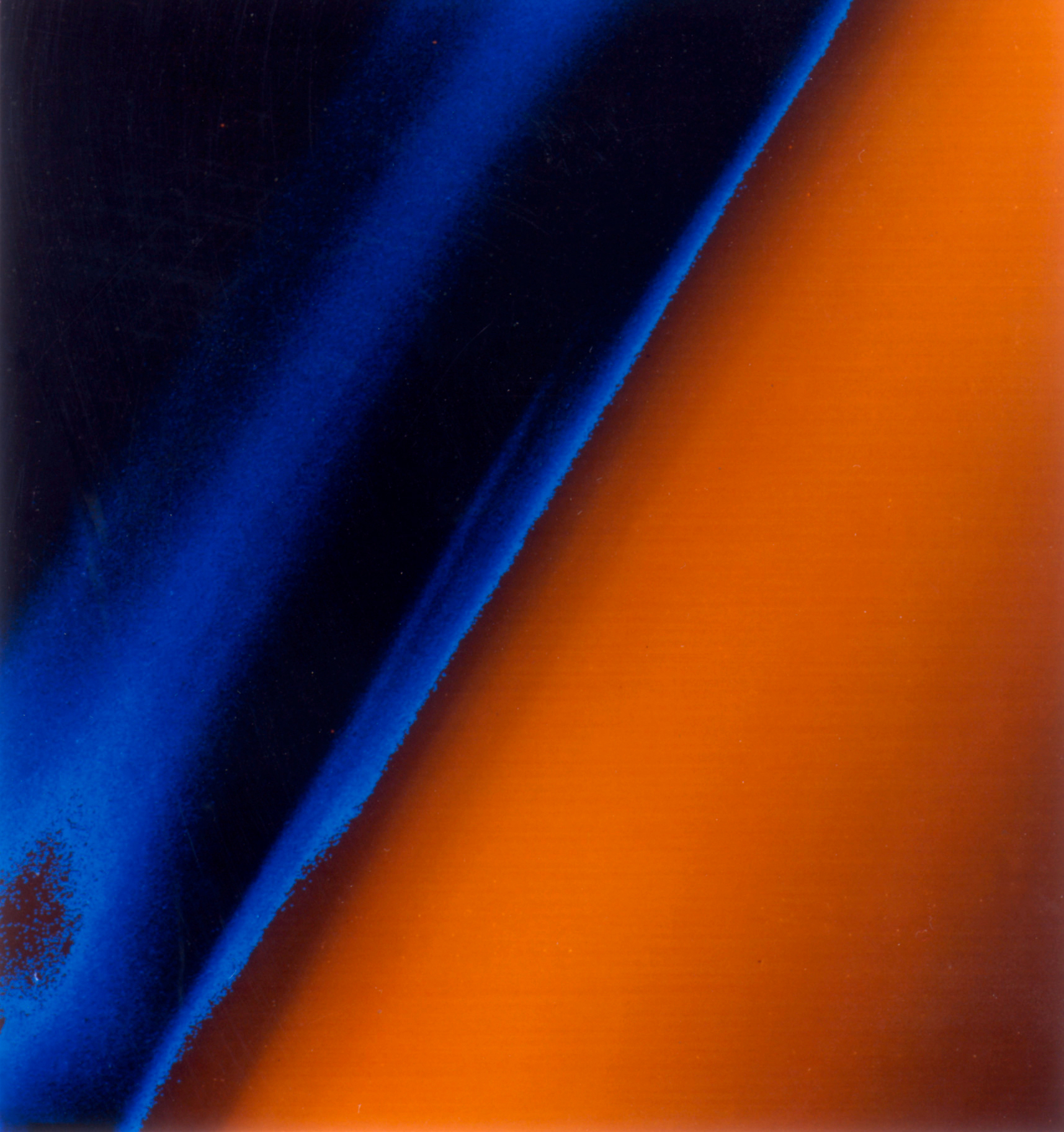
Durch Falschfarben kontrastverstärkte Aufnahme der Atmosphäre Titans (Voyager 1, 1980)
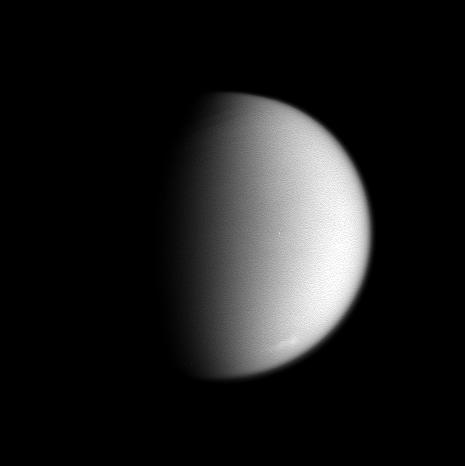
Wolkenaktivität in hohen südlichen Breiten (Cassini, 2005)
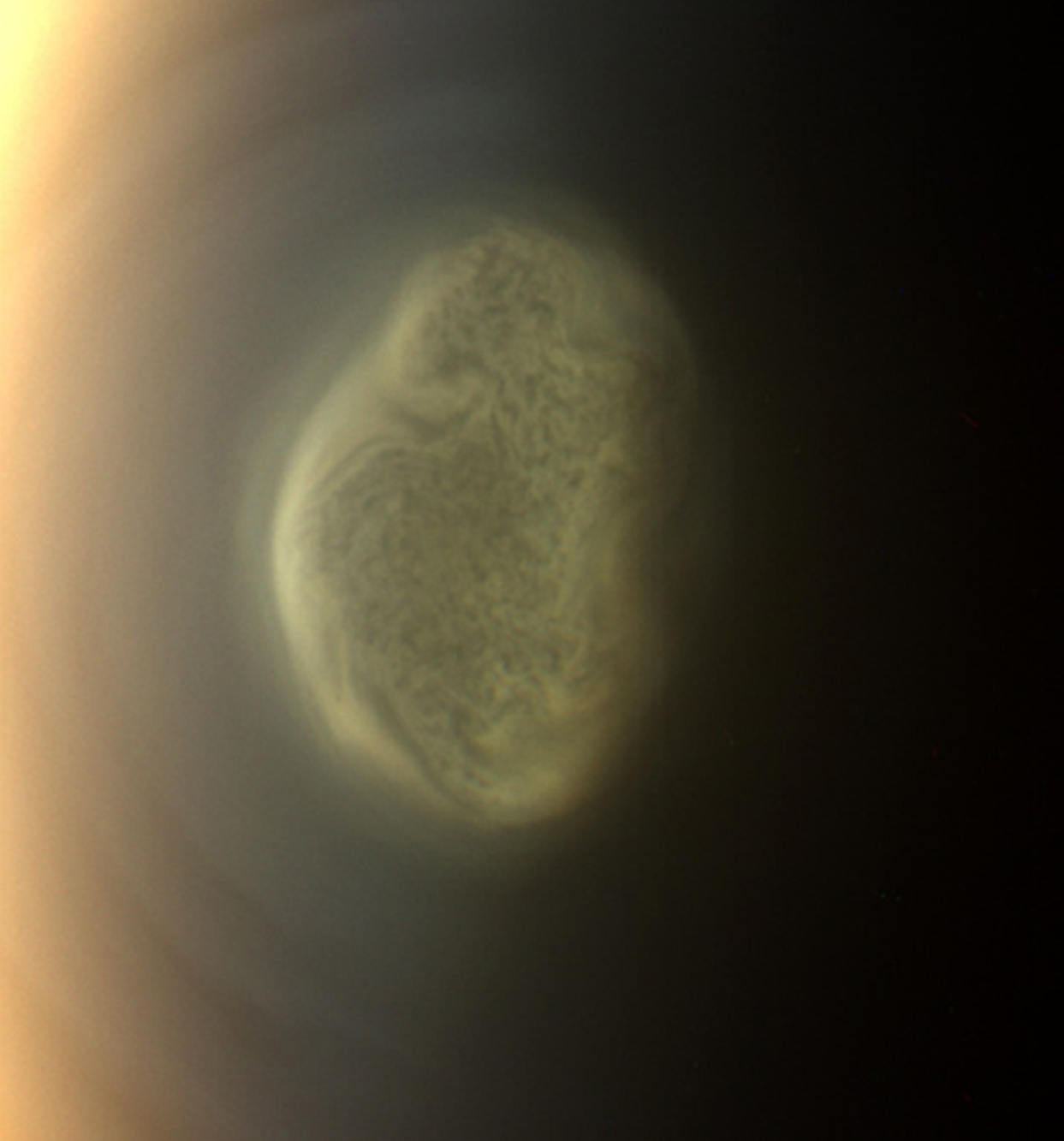
Südpolarer Wolkenwirbel (Cassini, 2012)
Der Wolkenwirbel am Südpol dreht sich (Cassini 2012).
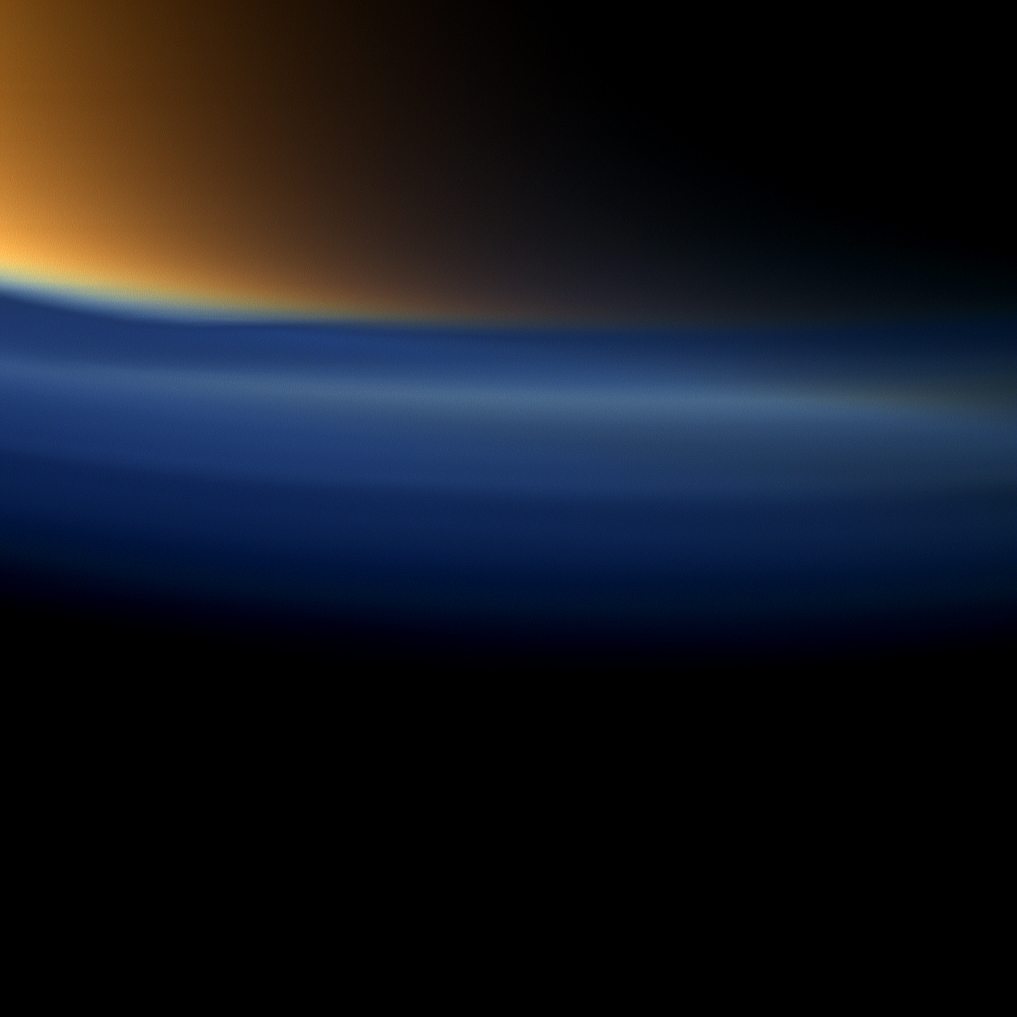
Blaue und orange Dunstschichten

#### Meteorologie

Temperatur- und Druckverlauf in Titans unterer Atmosphäre mit Darstellung der Schichten in Abhängigkeit von der Höhe

An der Landestelle des Landers Huygens betrug die vor Ort gemessene Temperatur 93,7 K (−179,45 °C), der Luftdruck betrug 1,47 bar. Aus den Daten von Voyager 1 (November 1980) ließ sich ableiten, dass sich die Temperaturen auf der Oberfläche, täglich und über ein Titan-Jahr (29,5 Erdenjahre) hinweg, nur um wenige Kelvin ändern. Es gibt mehrere recht ähnliche Schätzungen, wobei die maximale Temperatur bei 94 K und der Minimalwert bei 90 K liegt. Die Temperaturen, die Cassini von 2004 bis 2014 maß, waren am Südpol anfangs 91,7±0,3 K und verringerten sich auf zuletzt 89,7±0,5 K. Am Nordpol hingegen stiegen die Temperaturen im gleichen Zeitraum von 90,7±0,5 K auf 91,5±0,2 K. Bei diesen Temperatur- und Druckverhältnissen sublimiert Wassereis nicht, so dass nur sehr geringe Spuren von Wasser in der Atmosphäre vorhanden sind.

##### Klima
In der obersten Atmosphäre führen die Methananteile zu einem Treibhauseffekt, so dass es dort ohne dieses Gas erheblich kälter wäre.
Auch der orangefarbene Nebel hat auf die unter ihm liegenden Teile der Atmosphäre klimatische Auswirkungen, die jedoch unterschiedlich gedeutet werden (Paradoxon der schwachen jungen Sonne). So wird in Bezug auf die feste Oberfläche, im Gegensatz zur Erde, von einem Anti-Treibhauseffekt gesprochen.

##### Windsysteme und Superrotation
In der oberen Troposphäre rotiert Titans Atmosphäre schneller als der Mond selbst. Dieses Phänomen wird „Superrotation“ genannt; es ist zum Beispiel ebenso auf der Venus zu beobachten. Im oberen Bereich der bis zu 50 Kilometer hoch reichenden Troposphäre herrschen starke Turbulenzen. Die Windgeschwindigkeit beträgt dort etwa 30 m/s und nimmt nach unten hin stetig ab. Unterhalb von 7 Kilometern ist die Geschwindigkeit der Gasmassen gering.
Der Lander Huygens hat während der Durchquerung der Atmosphäre die Luftströmungen gemessen. Eine Simulation auf Basis dieser Winddaten konnte zeigen, dass Titans Atmosphäre in der Stratosphäre in einer einzigen riesigen Hadley-Zelle zirkuliert. Dabei steigt warme Luft in der südlichen Hemisphäre auf und sinkt in der nördlichen wieder ab. Dadurch strömt in großen Höhen der Stratosphäre die Luft von Süden nach Norden und in geringeren Höhen wieder von Norden nach Süden zurück. Im Gegensatz zur Erde, deren Hadley-Zelle und die innertropische Konvergenzzone aufgrund der Ozeane auf das Gebiet zwischen den Wendekreisen beschränkt ist, erstreckt sich das Einflussgebiet beim Titan von Pol zu Pol. Etwa alle 15 Jahre (inklusive einer dreijährigen Übergangszeit), also zweimal je Saturnjahr, kehrt diese Zelle ihre Windrichtung um. Solch eine Hadley-Zelle ist nur auf einem langsam rotierenden Körper wie Titan möglich.
Auf Titan gibt es große, kurzlebige Staubstürme, die sich auf Infrarotaufnahmen des Visual and Infrared Mapping Spectrometer (VIMS) der NASA-Raumsonde Cassini als hell aufleuchtende Flecken zeigten. Sie dauern nur wenige Stunden bis Tage. Quelle des Staubes ist der aus Kohlenwasserstoffen bestehende Sand der Titandünen. Alle drei bisher beobachteten Staubstürme lagen über einem der großen Dünenfelder des Titan und hatten eine Ausdehnung von 180.000 bis 420.000 km².

##### Wolken

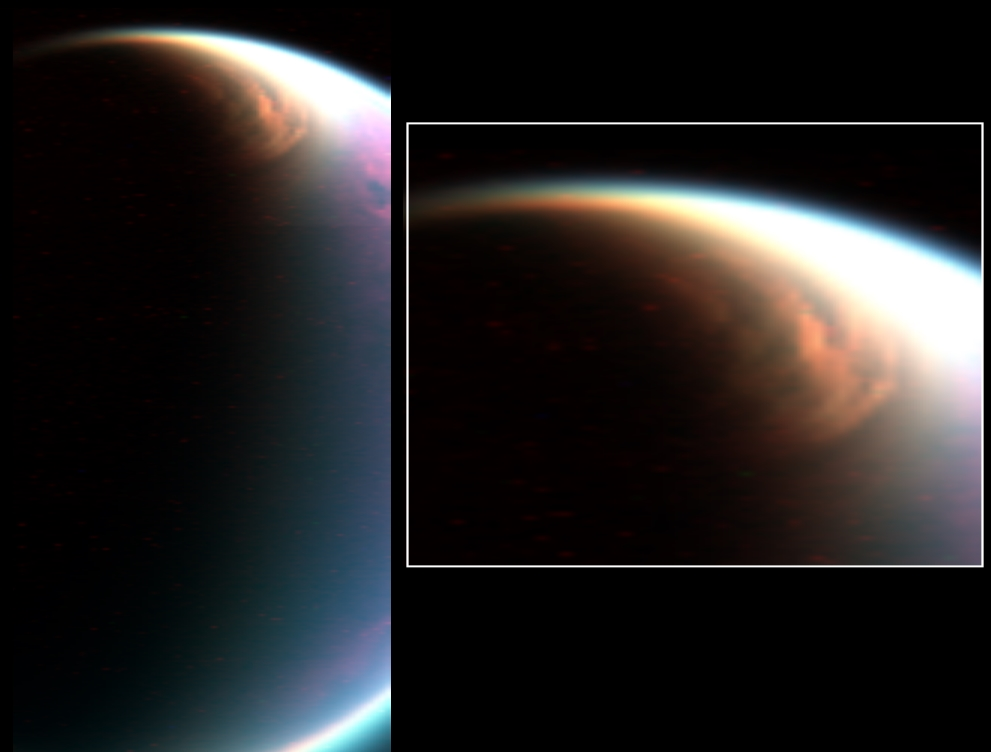
Riesiger Wolkenwirbel über dem Nordpol (Cassini 2006)

In der Atmosphäre sind Muster von Wolken zu erkennen, die überwiegend aus Methan, aber auch aus Ethan und anderen Kohlenwasserstoffen zusammengesetzt sind und auf die Oberfläche abregnen.
Ende 2006 wurde mittels Cassini ein riesiger Wolkenwirbel entdeckt, der mit einem Durchmesser von rund 2400 Kilometern einen Großteil der Nordpolregion überdeckt. Eine Wolke wurde zwar erwartet, jedoch kein Gebilde von dieser Größe und Struktur. Als sich die Sonde zwei Wochen später nochmals Titan näherte, konnte der Wirbel erneut beobachtet werden. Vermutlich bestand er 2006 schon seit einigen Jahren und wird sich erst ein oder zwei Jahrzehnte später auflösen und am Südpol neu entstehen. Nach den Modellen der Forscher unterliegt seine Bildung einem Zyklus, der einem Saturnjahr entspricht, wie es auch bei der Hadley-Zelle der Fall ist. Es handelt sich hierbei unerwartet um polare stratosphärische Wolken aus Methaneis in 30 bis 50 km Höhe. Zuvor ging man davon aus, dass es etwas zu den leuchtenden Nachtwolken der Erde Analoges auf dem Titan nicht gibt.

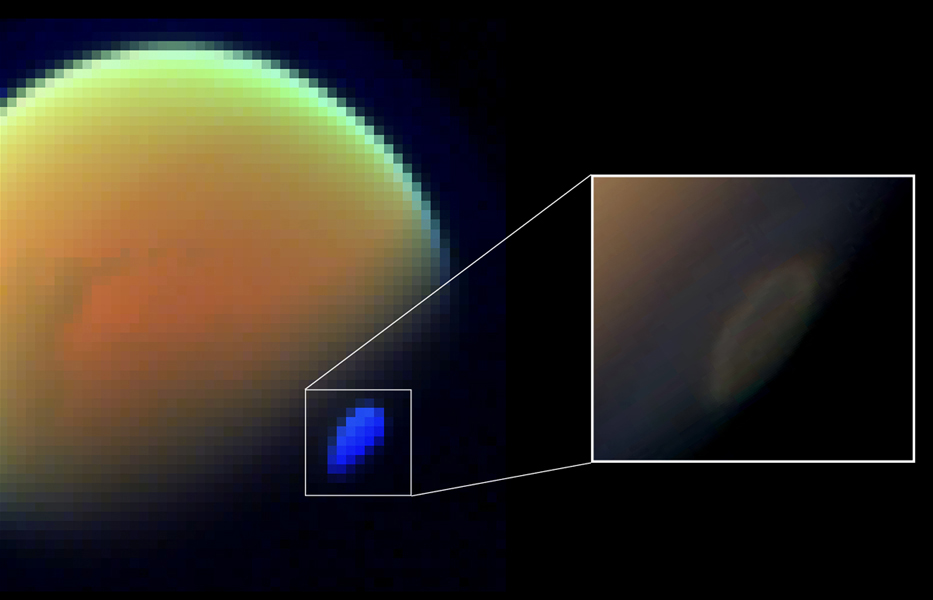
Toxischer Wolkenwirbel über dem Südpol (Cassini 2012)

Mitte 2012 wurde von Cassini über Titans Südpol ein neuer Wolkenwirbel aus Aerosolen, ca. 300 km über der Oberfläche, beobachtet. Man nimmt an, dass dessen Entstehung mit dem Beginn des Sommers auf Titans Südhalbkugel zusammenhängt. Ende September 2014 ergaben Analysen von Cassinis Daten, dass sich die Atmosphäre über dem Südpol weit stärker als erwartet abgekühlt hat. Der Wolkenwirbel befindet sich etwa 300 km über der Oberfläche des Mondes, in einer Höhe, von der man bisher dachte, sie sei für die Wolkenbildung zu warm. In dem bereits 2012 beobachteten Wolkenwirbel konnten toxische gefrorene Cyanwasserstoffpartikel (Blausäure) nachgewiesen werden, die sich erst bei Temperaturen unterhalb von −148 °C bilden können, was einer Abweichung von etwa 100 °C gegenüber dem aktuellen theoretischen Modell der oberen Atmosphäre entspricht. Seit dem Wechsel der Jahreszeiten 2009 drücken atmosphärische Zirkulationen große Mengen an Gasen in Richtung Süden und so führt der Anstieg der Cyanwasserstoffkonzentration in der Atmosphäre zu einer deutlichen Abkühlung.

##### Blitze
Bis heute ist unklar, ob in der Atmosphäre des Titan Blitze vorkommen, die die Bildung von organischen Molekülen katalysieren könnten. Messungen von Cassini haben keine nennenswerten Signale von Blitzen gemessen. Jedoch schließt das die Existenz von Blitzen nicht aus. Wenn Blitze in der Titanatmosphäre vorkommen, wären sie möglicherweise zu schwach, um ein merkliches Signal zu erzeugen. Neuste Computersimulationen haben jedoch gezeigt, dass sich unter bestimmten Bedingungen Streamerentladungen bilden können, die die Vorstufe zu Blitzentladungen darstellen.

### Feste Oberfläche
Aufgrund der dunstreichen Atmosphäre konnten bei früheren Beobachtungen im sichtbaren Licht und bei den Voyagermissionen keine Einzelheiten auf Titans Oberfläche erkannt werden.

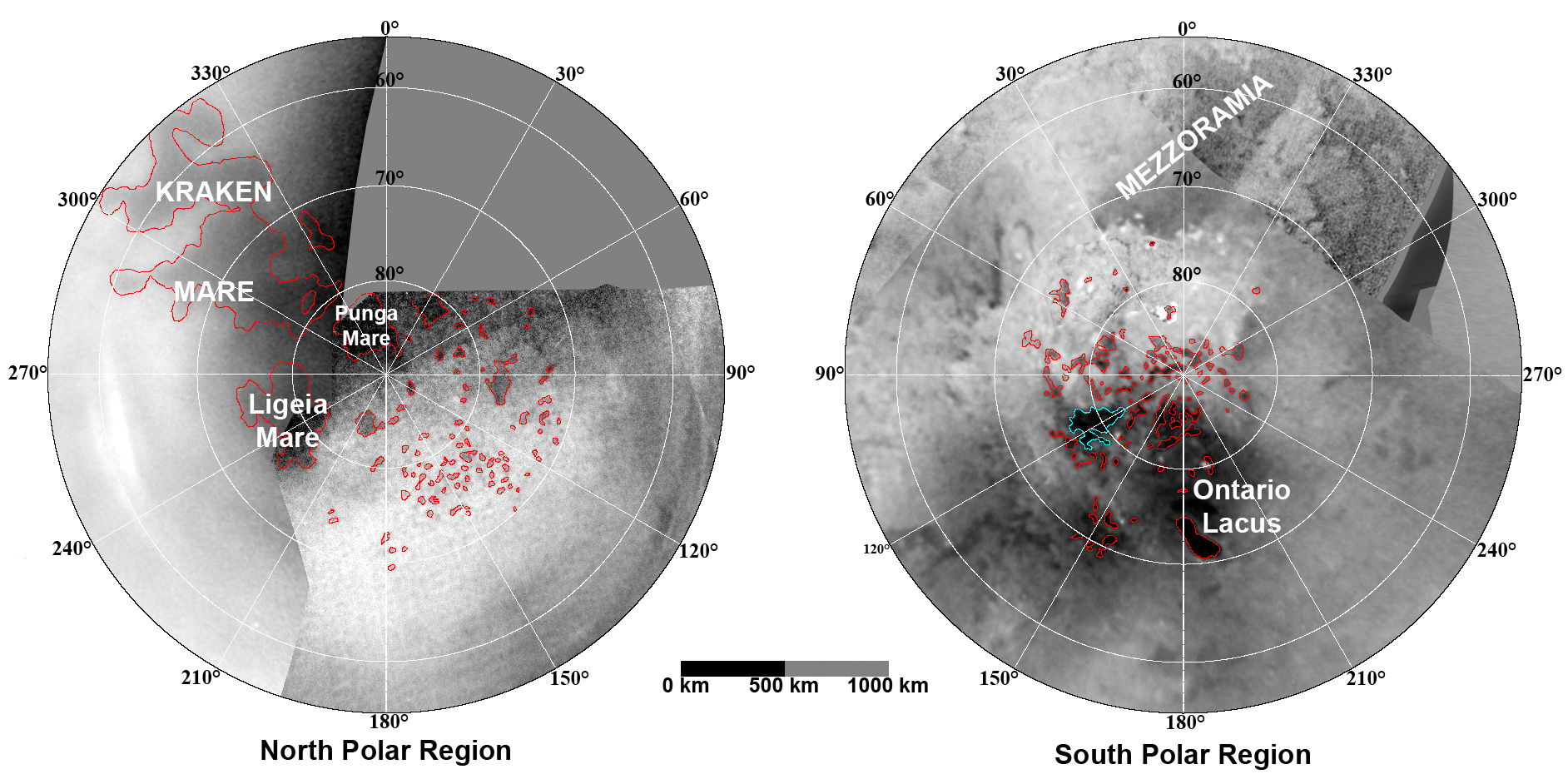
Oberflächenkarte der beiden Pole, erstellt aus Daten des Cassini Imaging Science Subsystems (Januar 2009)

Die auf den ersten Radarbildern sichtbaren globalen und regionalen Oberflächenmerkmale werden, nach ersten Auswertungen von den NASA-Wissenschaftlern, für tektonische Strukturen wie Gräben und Krustenstörungen gehalten, was für eine fortdauernde bedeutende geologische Aktivität des Himmelskörpers sprechen würde.
Die Oberfläche ist allgemein sehr flach. Höhenunterschiede von mehr als 150 m und gebirgsähnliche Züge kommen selten vor. So fällt eine helle Region 4500 Kilometer entlang des Äquators, mit dem Namen Xanadu, besonders auf. NASA- und ESA-Forscher deuten sie, nach näheren Beobachtungen, als eine Landschaft mit überraschend erdähnlichem Gesamtbild. Xanadu, das flächenmäßig etwa so groß ist wie Australien, wird von bis zu 2000 m hohen Bergrücken durchzogen (Stand: August 2010). Radardaten zufolge bestehen diese aus porösem Wassereis, das von dort vermutetem Methanregen durch Auswaschung gebildet wurde. Dadurch könnten Höhlensysteme geschaffen worden sein. Das entspricht ganz den durch Wind und Wasser geprägten Landschaften der Erde. Der höchste Gipfel auf Titan befindet sich in den Mithrim Montes und erhebt sich in dem südlichsten der drei annähernd parallelen Bergrücken 3337 Meter über dem Nullniveau. Die Mithrim Montes liegen im äquatornahen Norden von Xanadu.
Im Gegensatz zur Plattentektonik auf der Erde entstanden die Gebirge Titans aller Wahrscheinlichkeit nach durch Schrumpfung des Mondes und die damit verbundene Auffaltung und Verkürzung der Kruste. Ein Forscherteam um Giuseppe Mitri am Caltech kam durch Computersimulationen zum Schluss, dass Titan seit seiner Entstehung vor 4,5 Milliarden Jahren kontinuierlich schrumpfte. Dabei gingen sie davon aus, dass der Kern von Titan nie sehr heiß war und daher eine relativ homogene Mischung aus Eis und Gestein darstellt. Die langsame Abkühlung des Mondes sorgt dafür, dass Teile des unter der Eiskruste liegenden Ozeans allmählich gefrieren und dabei die Dicke der äußeren Eiskruste ebenso wächst wie der Mantel eines unter dem Ozean liegenden Hochdruckeises. Dadurch kommt es zum Volumenschwund des Ozeans und die Oberfläche der Eiskruste legt sich in Falten. Laut der Simulation des Teams um Mitri müsste sich der Radius des Mondes innerhalb von 4,5 Milliarden Jahren um sieben Kilometer verringert haben; das sind, bei dem heutigen Radius von 2575 Kilometern, etwa 0,3 Prozent.
Die Zusammensetzung der Oberfläche ist komplex. Cassini-Huygens hat dort Wassereis festgestellt, das bei den niedrigen Temperaturen die Konsistenz von Silikatgestein hat und teilweise von Tümpeln oder Seen aus flüssigem Methan bedeckt ist. Es wird angenommen, dass auf der Oberfläche Kohlenwasserstoffe existieren, die bisher noch nicht im Labor hergestellt werden konnten.
Cassinis Radar hat auf Titan viel weniger Einschlagkrater gefunden als (auf gleiche Fläche bezogen) auf anderen Monden und Planeten im Sonnensystem. In der dichten Atmosphäre zerbersten und verglühen viele Objekte, so dass die Anzahl der einschlagenden Objekte von vornherein in etwa halbiert wird. Auch werden frische Einschlagkrater sehr bald von dem beständigen Wind mit Partikeln zugeweht, die durch Zusammenlagerung von aus der Atmosphäre ausgefallenen Tholinen entstanden sind. Dieser Effekt und der Methanregen formen die Oberfläche vergleichsweise schnell und führen zu einer geologisch jungen Oberfläche. Menrva, der mit Abstand größte der elf benannten Krater, hat einen Durchmesser von 392 km und liegt im Nordteil der führenden Hemisphäre, nördlich von Xanadu.

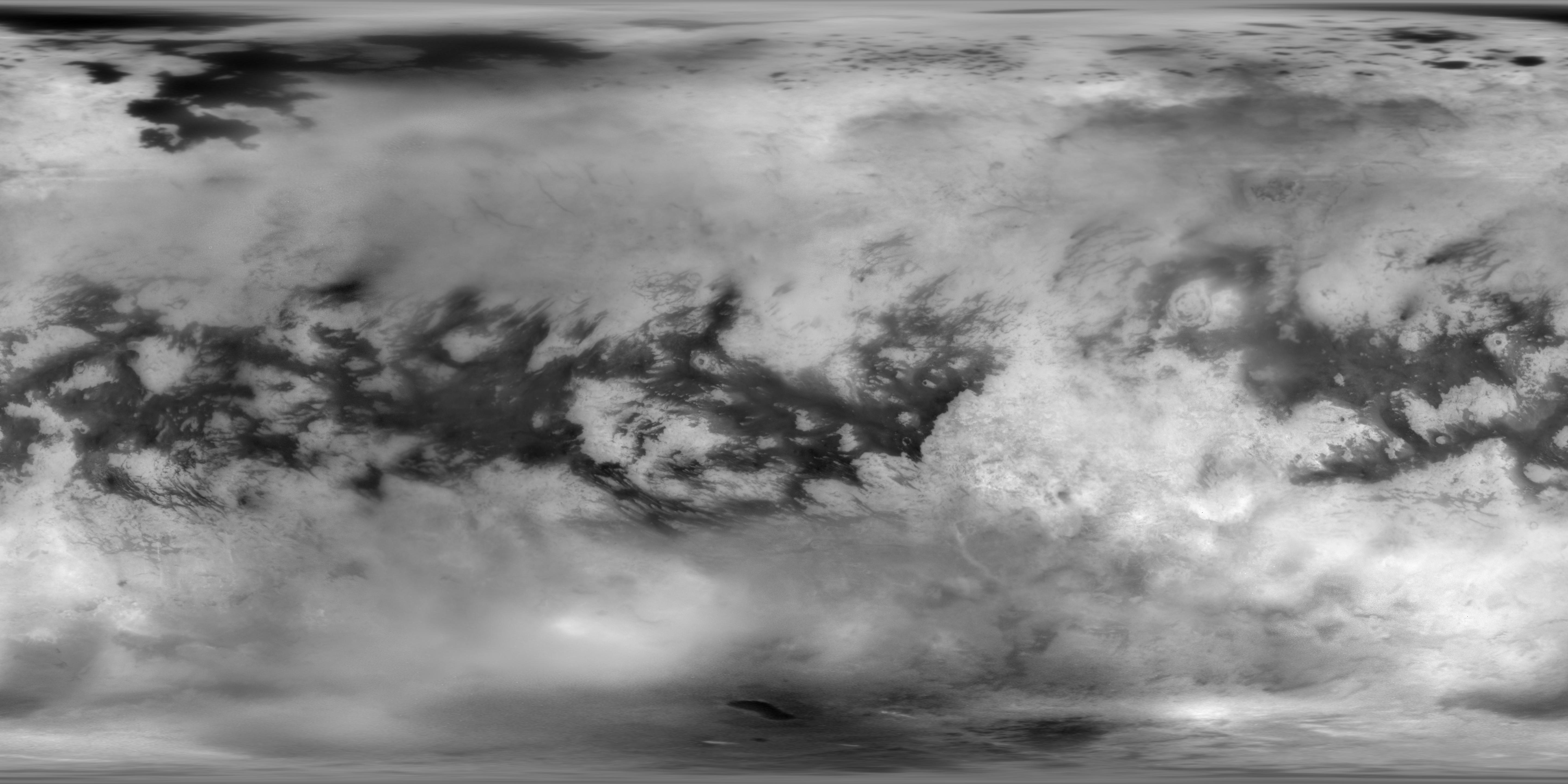
Unbeschriftete Karte vom Dezember 2018
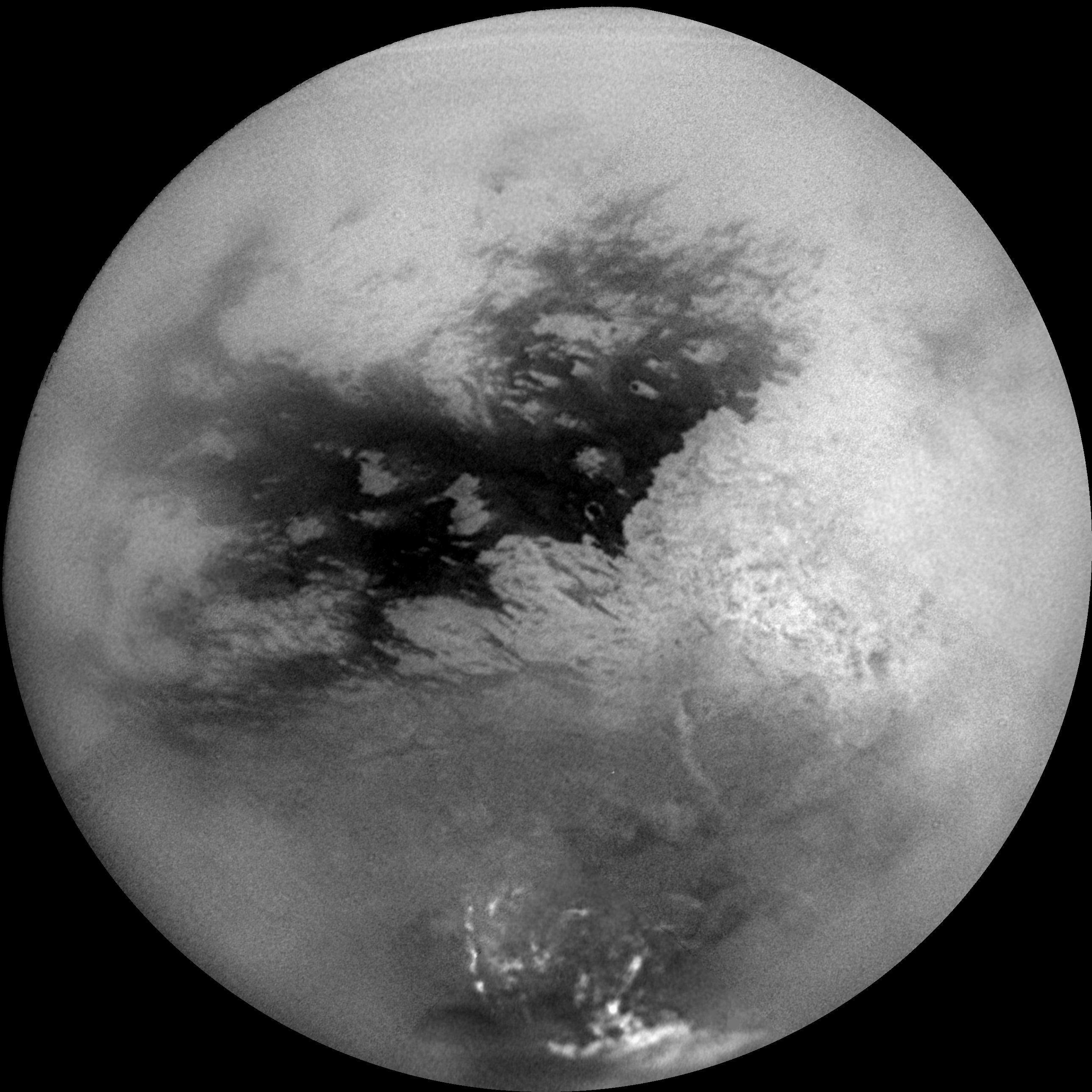
Mosaik von Aufnahmen der Oberfläche Titans während des ersten Vorbeifluges von Cassini am 26. Oktober 2004
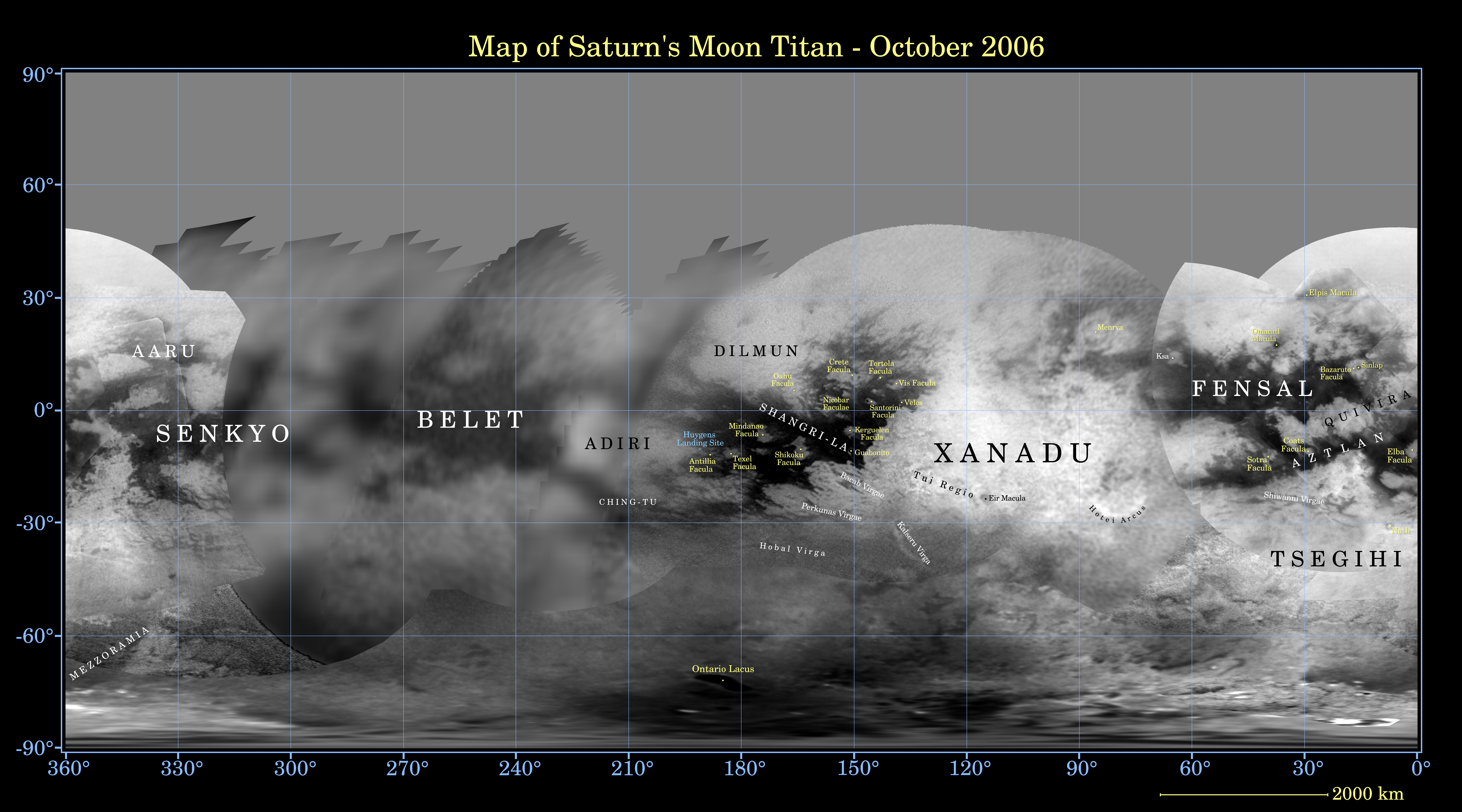
Beschriftete Karte des Titan von Oktober 2006 in Äquidistanzprojektion. Dieses Mosaik wurde aus Daten des Imaging Science Subsystems der Raumsonde Cassini zusammengestellt.
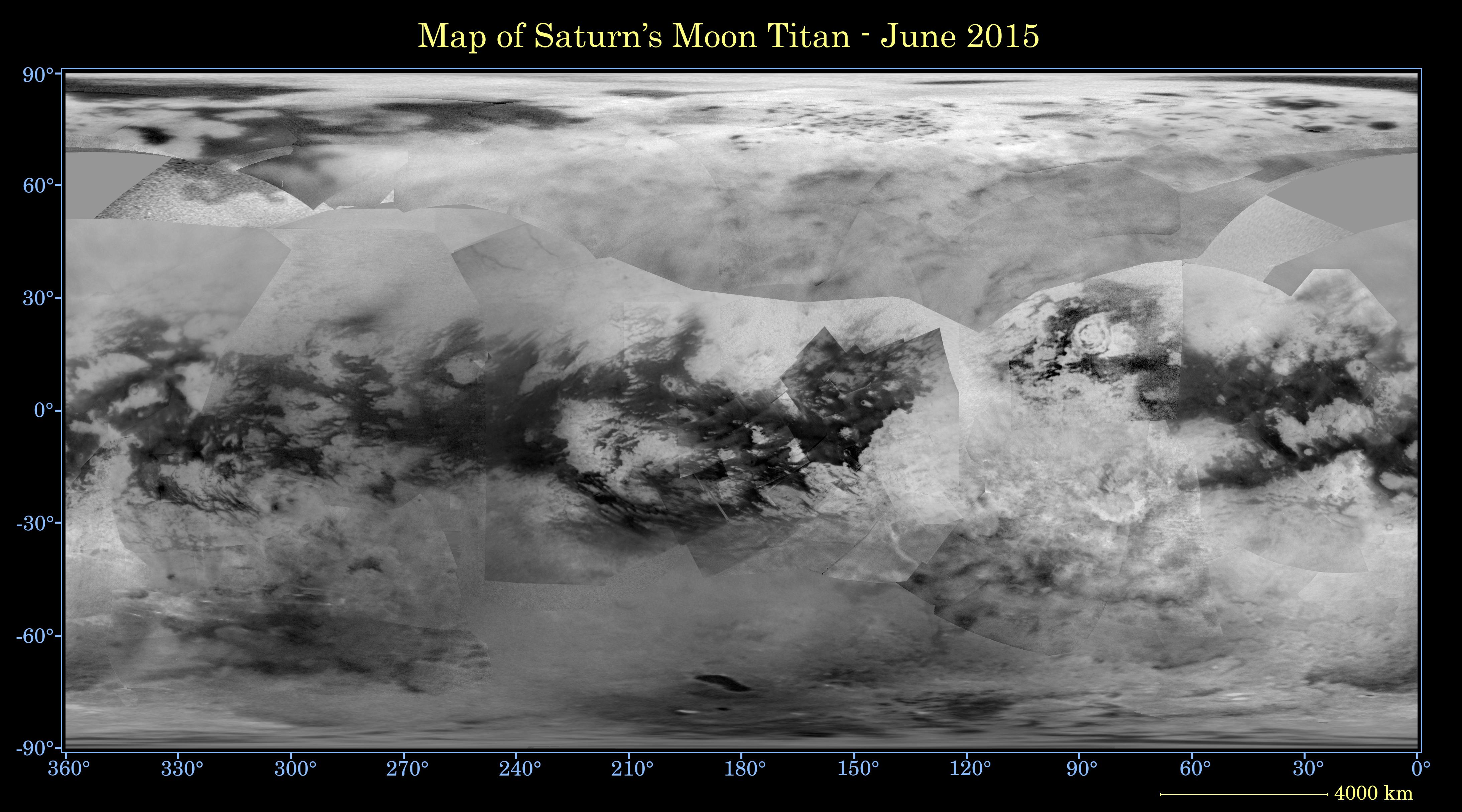
Unbeschriftete Karte vom Juni 2015
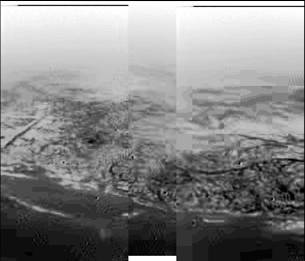
Fotografie der Titanoberfläche während des Landeanflugs von Huygens. Man erkennt Hügel und topographische Merkmale, die einer Küstenregion mit Abflussgräben gleichen, 2005.
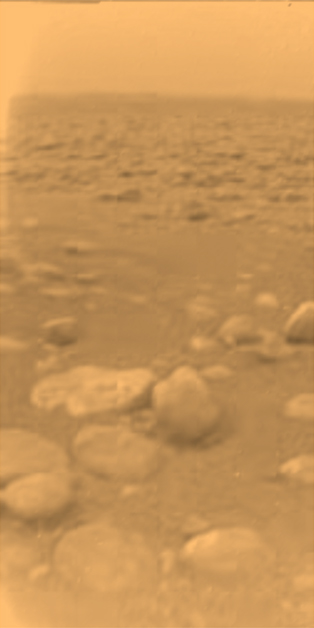
Foto von Huygens nach der Landung auf der Titan-Oberfläche (nachkoloriert), 14. Januar 2005.

#### Dünen

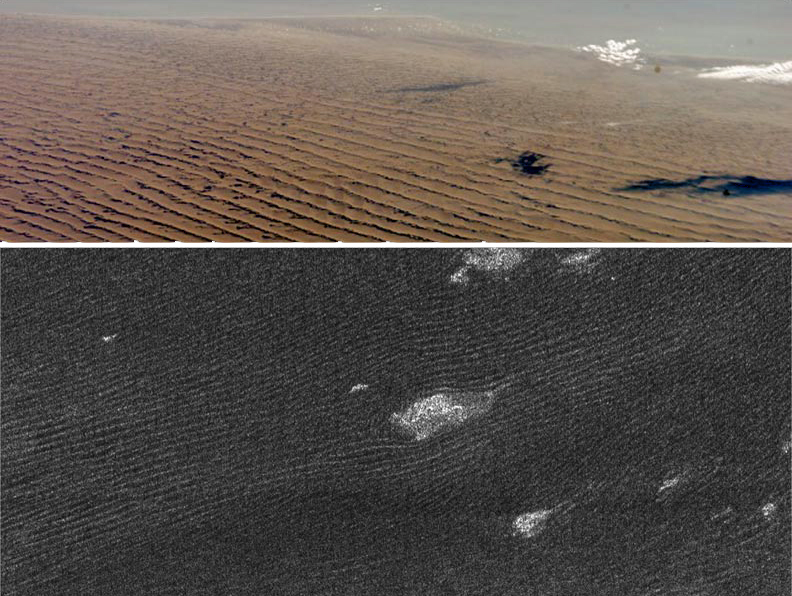
Dünen auf der Titan-Oberfläche (unten) verglichen mit Sanddünen auf der Erde (oben)

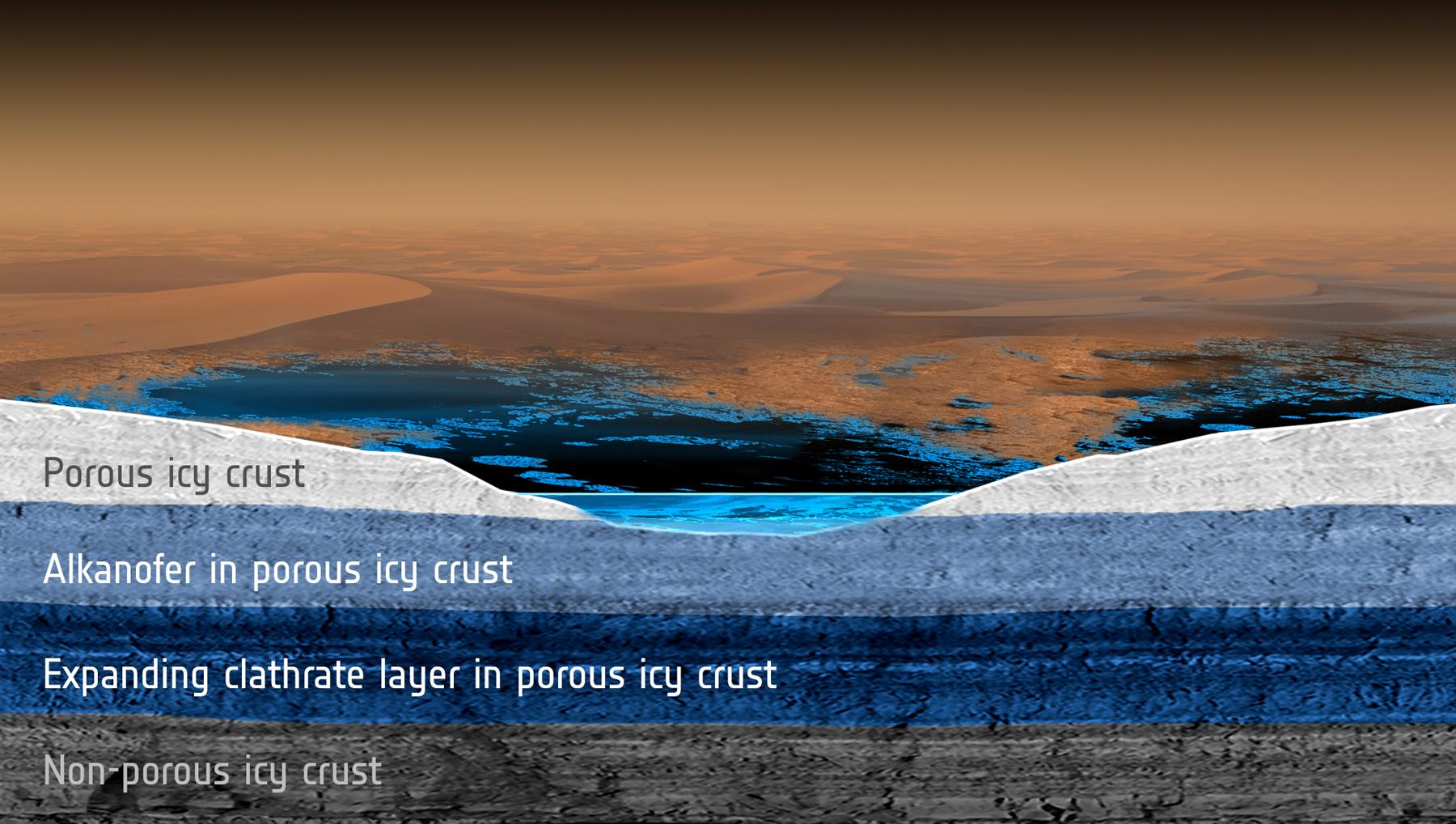
Künstlerische Darstellung der Titanoberfläche mit Sanddünen und Methanseen

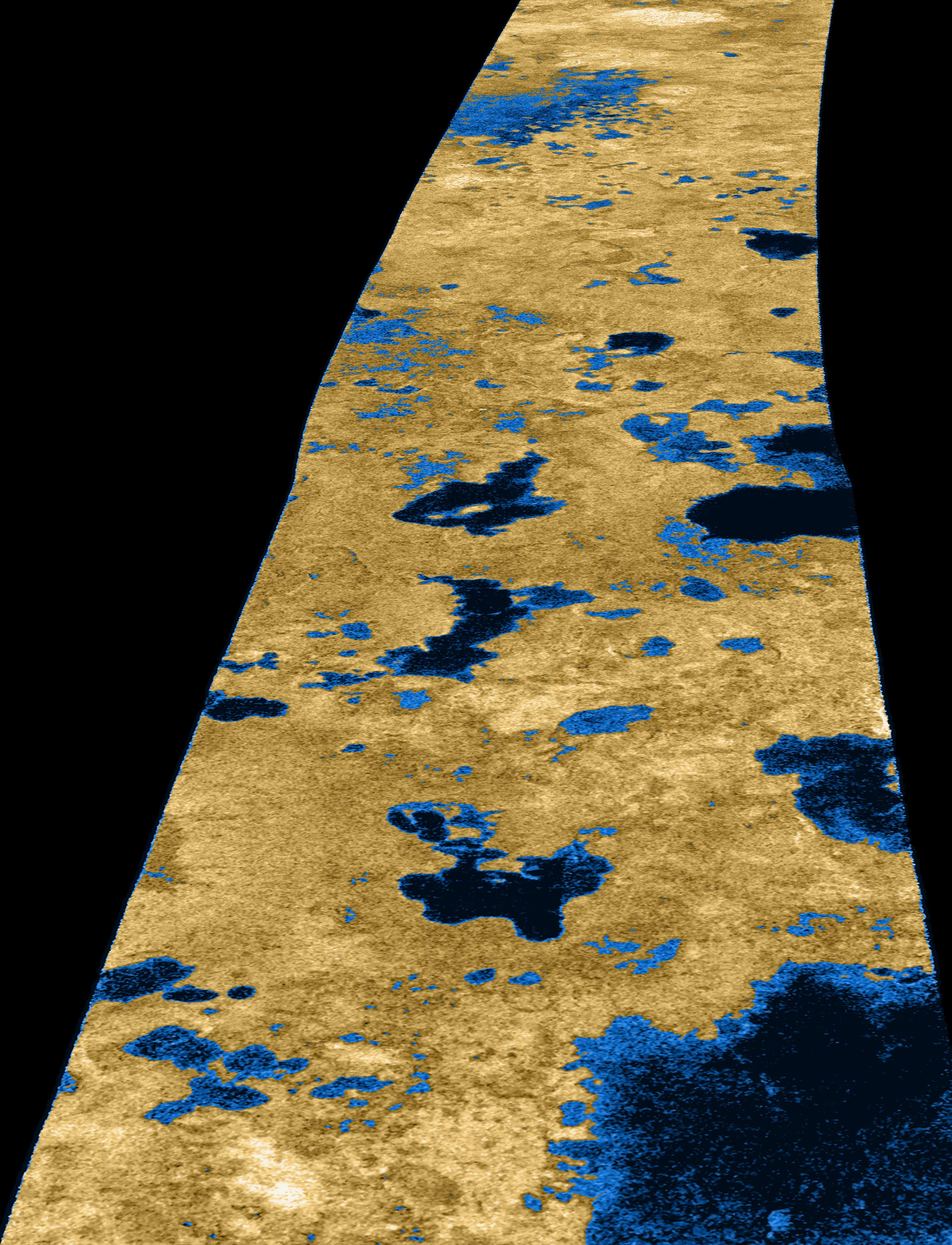
Mögliche Seen in einem 140 Kilometer weiten Gebiet bei 80° N und 35° W in Falschfarben (Radaraufnahme von Cassini, 2006)

Neuere Cassini-Daten zeigen, dass in den dunklen äquatorialen Gebieten, wo zunächst Kohlenwasserstoff-Ozeane vermutet wurden, große Wüstengebiete mit 150 m hohen und hunderte Kilometer langen Dünen existieren, wofür der stetige Wind auf Titan verantwortlich ist. Computergestützten Simulationen zufolge reicht dafür bereits eine Windgeschwindigkeit von zwei Kilometern pro Stunde aus. Neuere Bilder der Cassini-Sonde warfen jedoch einige Fragen auf. So ist anhand der Schatten zu erkennen, dass große, bis zu 300 m hohe Dünen größtenteils durch Westwind erzeugt worden sind, wohingegen der vorherrschende Wind an Titans Äquator der Ostwind ist. Ein möglicher Grund wäre, dass diese Dünen nur in den seltenen Phasen eines Äquinoktiums entstehen, an welchen ein möglicher, genügend starker Westwind weht.
Die Dünen bestehen aus bis zu 0,3 mm großen Partikeln, deren Zusammensetzung noch nicht geklärt ist. In Frage kommt Wassereis oder organische Feststoffe. Nach einer Hypothese von Donald Hunten an der Universität von Arizona könnten sie aus Ethan bestehen, das an feinste Staubpartikel gebunden ist. Das würde auch erklären, warum sich hier keine Kohlenwasserstoff-Ozeane gebildet haben.

#### Flüssige Kohlenwasserstoffe
In den beiden Polarregionen finden sich auf den Radaraufnahmen größere Methanseen, die von Flüssen gespeist werden. Zahlreiche radardunkle Flecken, die als eindeutiger Nachweis solcher „Gewässer“ angesehen werden, wurden rund um den Nordpol gefunden. In dieser Region herrschte zu der Zeit der Cassini-Mission Polarnacht.

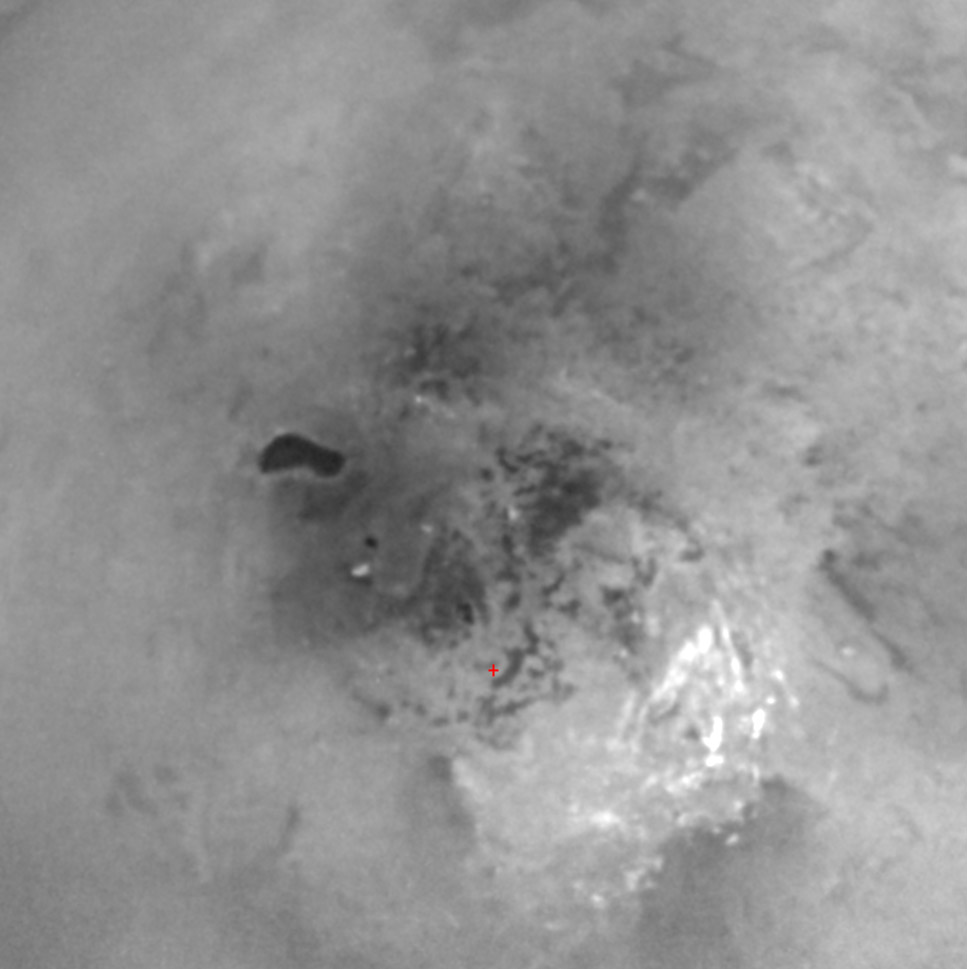
Titans Südpol. Rechts unten sind Wolken, links der Mitte ist der Ontario Lacus zu sehen; aufgenommen vom VIMS (Visual und Infrared Imaging Mapping Spectrometer) von Cassini, Dezember 2007.

Die drei größten Seen Kraken Mare, Ligeia Mare und Punga Mare werden als „Mare“ bezeichnet und erreichen mit Flächen bis über 100.000 Quadratkilometer die Dimensionen großer irdischer Binnenseen und -meere (zum Vergleich: Oberer See 82.100 Quadratkilometer). Bereits zu Beginn der Mission wurde am Südpol der größte „See“ Ontario Lacus als bislang einziger Methansee auf der südlichen Hemisphäre entdeckt und nach dem mit rund 20.000 Quadratkilometern gleich großen Ontariosee benannt. Forscher des DLR gaben am 30. Juli 2008 bekannt, dass in ihm Ethan nachgewiesen wurde und er vermutlich noch andere Alkane enthält. Auswertungen von Radarmessungen zeigten 2009, dass der Ontario Lacus spiegelglatt zu sein scheint. Die Variationen in der Höhe betrugen zum Zeitpunkt der Messung weniger als 3 mm. Das erhärtet den Verdacht, dass der Ontario Lacus tatsächlich aus flüssigen Kohlenwasserstoffen und nicht aus getrocknetem Schlamm besteht. Es zeigte sich damit auch, dass es an der Oberfläche relativ windstill war. Die Tiefe des zum größten Teil mit Methan gefüllten „Ligeia Mare“ wurde mit Hilfe von Cassinis Radar zu 170 m bestimmt. Zu den kleineren Seen zählen der Feia Lacus, der Kivu Lacus, der Koitere Lacus und der Neagh Lacus.
Die Flüssigkeiten in den seeähnlichen Gebilden sind relativ durchsichtig, so dass ein Mensch – würde er an einem solchen Ufer stehen – in diese „Gewässer“ wie in einen klaren irdischen See hineinblicken könnte. Nach Berechnungen der NASA übertrifft der Vorrat an flüssigen Kohlenwasserstoffen auf Titan den der Erde um das Hundertfache. Der atmosphärische Kreislauf, das Herabregnen, Sammeln und Fließen von Kohlenwasserstoffen prägte die eisige Oberfläche in überraschend ähnlicher Weise, wie auf der Erde Wasser die Silikatgesteine formt. Schon auf den ersten Blick sind aus einigen Kilometern Höhe ganze Flusssysteme erkennbar, flüssiges Methan schneidet sich erosiv in die Eisoberfläche ein und bildet ein hügelig-bergiges Relief. Auf der Erde würde das eine (tektonische) Hebung der erodierten Gebiete über die durchschnittliche Oberflächenhöhe hinaus implizieren; das dürfte auf Titan nicht anders sein.

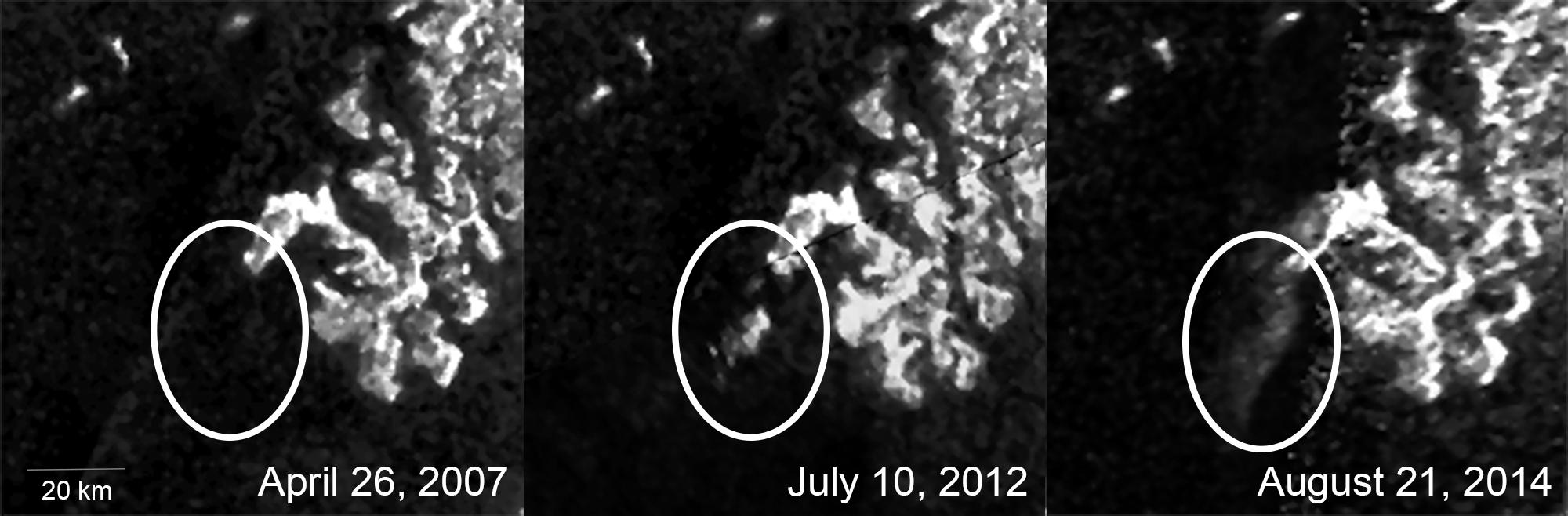
Cassini-Aufnahmen der verschwindenden und wieder auftauchenden Struktur aus verschiedenen Jahren

Ein Rätsel gibt den Wissenschaftlern eine Insel im Ligeia Mare auf. Das etwa 260 km² große Objekt erschien erstmals auf Cassini-Aufnahmen im Juli 2013, war dann aber auf späteren Aufnahmen verschwunden. Während einer Cassini-Passage am 21. August 2014 erschien das Objekt jedoch wieder. Mögliche Erklärungen wären etwa aufsteigende Blasen, Schwebstoffe oder Wellen auf der Oberfläche von Ligeia Mare. Es wird ein Zusammenhang mit dem Jahreszeitenwechsel auf Titan vermutet.

##### Jahreszeitliche Schwankungen
Von den Forschern wird vermutet, dass sich die Seen hauptsächlich während des 7,5 Jahre dauernden Titan-Winters bilden und im Sommer größtenteils austrocknen. Diese Entdeckung passte gut zu der des riesigen nordpolaren Wolkenwirbels wenige Wochen später. Beides bestätigt die Vermutung eines Niederschlagskreislaufs von Methan, ähnlich dem Wasserkreislauf auf der Erde – mit Verdunstung, Wolkenbildung und erneutem Niederschlag (Methan ist nur im Temperaturbereich von −182 °C bis −162 °C flüssig, bei höheren Temperaturen gasförmig).
Die Seen sind ungleichmäßig verteilt. Nachdem bis 2009 etwa die Hälfte von Titan durch Radar abgetastet worden ist, scheint der Anteil der Seenflächen in der südlichen Hemisphäre nur 0,4 % zu betragen, in der nördlichen etwa 10 %, also über zwanzigmal mehr als auf der südlichen. Das könnte damit zusammenhängen, dass die Umlaufbahn Saturns um die Sonne elliptisch ist und dadurch sein Abstand zur Sonne um rund 11 % schwankt. Daher sind die Sommer auf der südlichen Hemisphäre kürzer und wärmer, die Winter wiederum sind dort länger und kälter. Beim sonnennächsten Punkt, dem Perihel, bewegt sich der Planet gegenüber dem sonnenfernsten Punkt seiner Umlaufbahn, dem Aphel, schneller um die Sonne, und durch die größere Nähe wird auch seine Winkelgeschwindigkeit um die Sonne noch erhöht. Dadurch regnet auf der Nordhalbkugel das Methan ab, das auf der Südhalbkugel im wärmeren Sommer verdunstet ist. Auch wenn sich der Seestand pro Jahr nur um wenige Dezimeter senkt, führt das im Lauf vieler Jahre dazu, dass in der südlichen Hemisphäre viele Seen austrocknen. Da sich die Ellipse der Saturnbahn langsam um die Sonne dreht, dürfte die Verteilung der Seenbedeckung jedoch alle 45.000 Jahre zwischen Nord- und Südhalbkugel pendeln.
Nach weiteren Forschungen soll sich der Flüssigkeitsstand des Ontario Lacus wie in der Etosha-Pfanne mit der Höhe des Spiegels der im Boden vorhandenen Flüssigkeit ändern.

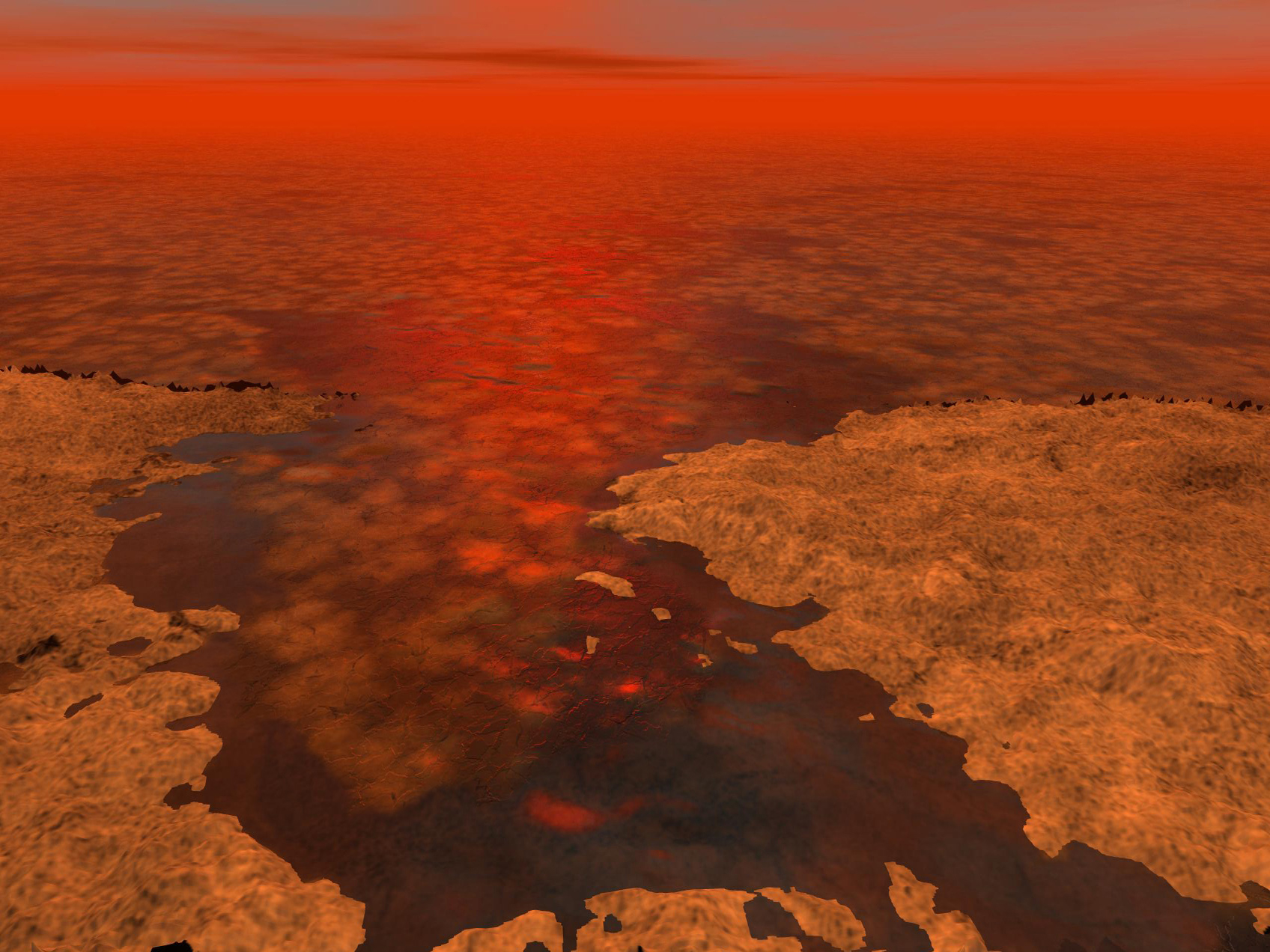
So könnte Eis auf den Methanseen aussehen

##### Eisberge
Die Existenz von Eisbergen an der Oberfläche der Seen ist grundsätzlich möglich, aber bisher nicht nachgewiesen. Weil Mischungen aus festem Methan und Ethan schwerer sind als flüssige Mischungen, kann nur Eis schwimmen, das Einschlüsse von mindestens 5 % Stickstoff aus der Atmosphäre enthält, die sein Volumen vergrößern. Wenn die Temperatur nur geringfügig sinkt, zieht sich der Stickstoff so weit zusammen, dass das Eis zum Grund hinabsinkt. Wenn die Temperatur wieder steigt, kann auch das Grundeis zur Seeoberfläche aufsteigen.

#### Kryovulkane

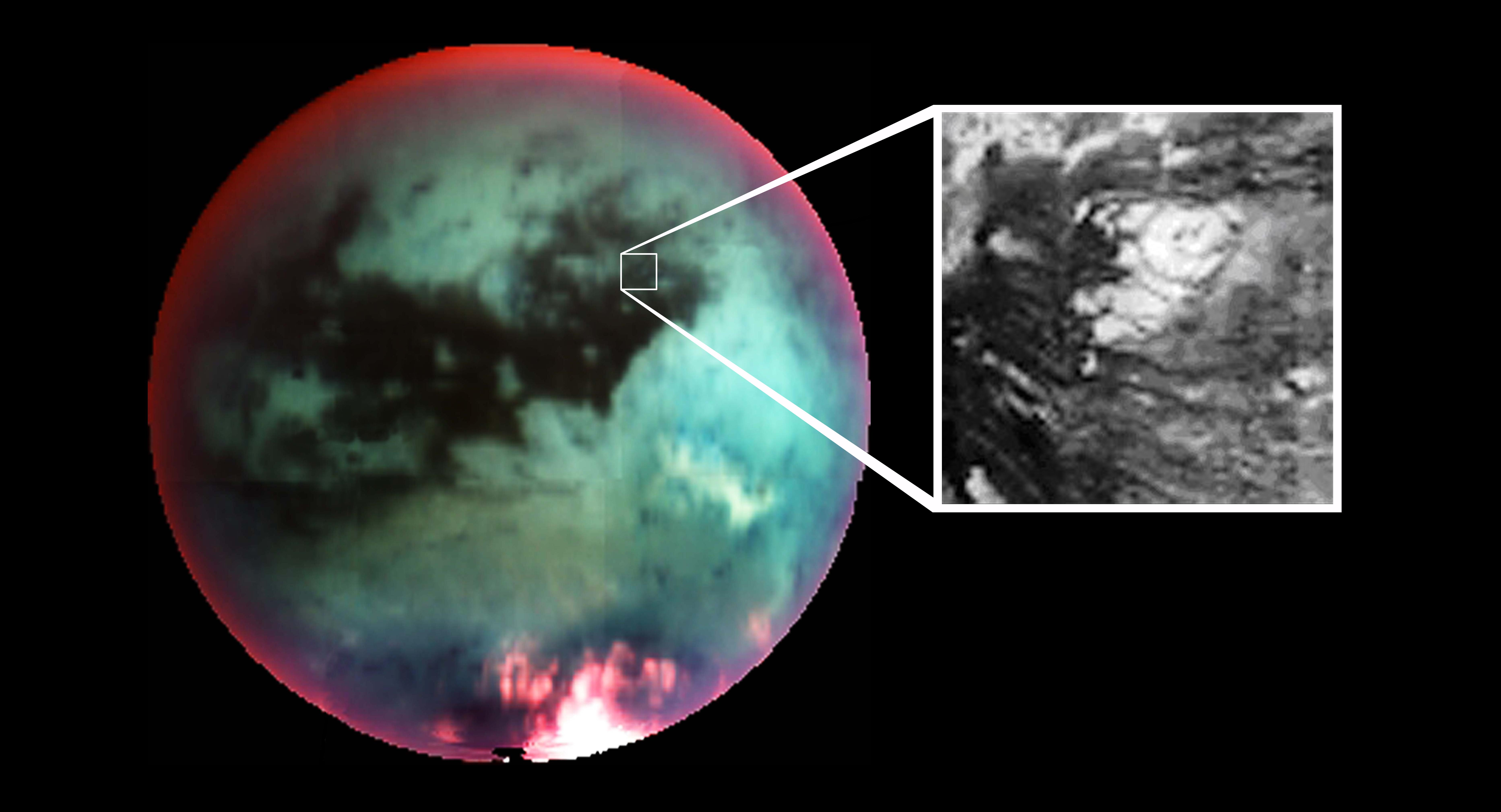
Kryovulkan auf Titan (Cassini, 2004)

Auf Titan finden sich deutliche Anzeichen vulkanischer Aktivität. Auch wenn die erkannten Vulkane in ihrer Form und Größe denen auf der Erde ähneln, handelt es sich nicht um silikatischen Vulkanismus wie auf den erdähnlichen Planeten Mars oder Venus, sondern vielmehr um sogenannte Kryovulkane, also Eisvulkane.
Die zähflüssige Masse, die bei diesem Kryovulkanismus an die Titanoberfläche tritt, könnte aus Wasser und z. B. Ammoniak oder aus Wasser mit anderen kohlenwasserstoffhaltigen Gemischen bestehen, deren Gefrierpunkte weit unter dem von Wasser liegen und die somit kurzzeitig an der Oberfläche fließen könnten. Diese Gebiete mit höheren Temperaturen werden auch „Hotbeds“ genannt. Es wird vermutet, dass der Vulkanismus auf Titan, ähnlich wie auf der Erde, durch die Energiefreisetzung beim Zerfall von radioaktiven Elementen im Mantel von Titan angetrieben wird.
Mit Hilfe von Cassini wurden bei einem vermuteten Kryovulkan Methanemissionen entdeckt. Es wird angenommen, dass Kryovulkanismus eine bedeutende Quelle für den Nachschub von Methan in der Atmosphäre ist.

### Innerer Aufbau

Schnittzeichnung zur Illustration des inneren Aufbaus

Titan besitzt einen großen Kern aus Silikatgestein, der von mehreren Schichten Wassereis umgeben ist. Die äußere Schicht des Mantels besteht aus Eis und Methanhydrat, die innere aus Hochdruckeis (vgl. das Eis-Phasendiagramm). Nach Modellrechnungen von 2005 könnte sich zwischen diesen beiden Schichten ein Ozean aus flüssigem Wasser befinden.
Wie bei anderen Monden der Gasplaneten – Jupitermond Io und Saturnmond Enceladus – könnten hier ebenfalls Gezeitenkräfte des Mutterplaneten eine Rolle bei der für tektonische Bewegungen notwendigen Aufheizung und folgenden Mobilisierung des Mondinneren spielen.
Durch die relativ hohe Exzentrizität der Titan-Bahn und die daraus folgende Libration in Länge pendelt die Gezeitendeformation des Mondes im Laufe seiner gebundenen Rotation entsprechend und könnte mit diesem Hin-und-her-Walken in Titans Innerem zu tektonischen Verschiebungen führen.

#### Hypothetischer Ozean unter der Eiskruste
Radarmessungen der Cassini-Sonde deuten darauf hin, dass unter der Eiskruste ein Ozean aus flüssigem Wasser existiert. Die Dicke der Eiskruste wird auf etwa 80 Kilometer geschätzt.
Nach einem Modell, das vom Jupitermond Europa auf Titan übertragen wurde, kann die Wärmeentwicklung durch Gezeitenreibung auch unter seiner Eiskruste zu der Bildung dieser aufgeschmolzenen Schicht geführt haben. Sie müsste sich durch Schwerefeldmessungen nachweisen lassen.
Im Wasser zu etwa 10 % enthaltenes Ammoniak würde als Frostschutzmittel (siehe Gefrierpunkterniedrigung) wirken, so dass sich trotz der in dieser Tiefe zu erwartenden Temperatur von −20 °C ein flüssiger Ozean gebildet haben könnte – zumal in Verbindung mit dem dortigen hohen Druck.
Die Existenz eines Ozeans in der Tiefe bedeutet geologisch gesehen, dass die darüberliegende Kruste wesentlich beweglicher sein kann als auf Himmelskörpern, die durchgehend fest sind, wie beispielsweise der Erdmond. Die Krustenbeweglichkeit führt zu den beobachteten tektonischen Großstrukturen und ebenso zum Kryovulkanismus, wobei vermutet werden kann, dass auch Wasser aus dem untergründigen Ozean direkt am Eisvulkanismus beteiligt ist, wie es bei der Erde mit Magma aus dem Mantel der Fall ist. Wie auf Enceladus bereits nachgewiesen wurde, können die Krustenbewegungen allein lokal so viel Wärme erzeugen, dass bedeutende Mengen an Eis in den Bewegungszonen verflüssigt werden und Kryovulkanismus erzeugen.
Cassini entdeckte, dass über Titanbergen die Anziehung schwächer ist als über flachen Gegenden. Die Forscher vermuten daher, dass das Eis unter Bergen tiefer in den Ozean hineinreicht als unter Ebenen. Die Auswertung von Schwerefeldmessungen von Cassini ergab, dass der vermutete Ozean sehr salzhaltig sein muss. Er ist dabei einzufrieren, weshalb die äußerste Eisschicht über ihm sehr starr sein dürfte.

## Erforschung
Die Beobachtung und Erforschung von Titan war vor dem Raumzeitalter nur sehr eingeschränkt möglich. 1907 gab der spanische Astronom Josep Comas i Solà bekannt, dass er am Rand der Titanscheibe eine Verdunkelung und im Zentrum zwei weiße, runde Flecken beobachtet habe. Die Entdeckung der Atmosphäre durch Gerard Kuiper in den 1940er Jahren war die nächste erwähnenswerte Entdeckung. Als erste Raumsonde erreichte schließlich Pioneer 11 1979 die Monde des Saturn.

### Entdeckung und Namensgebung

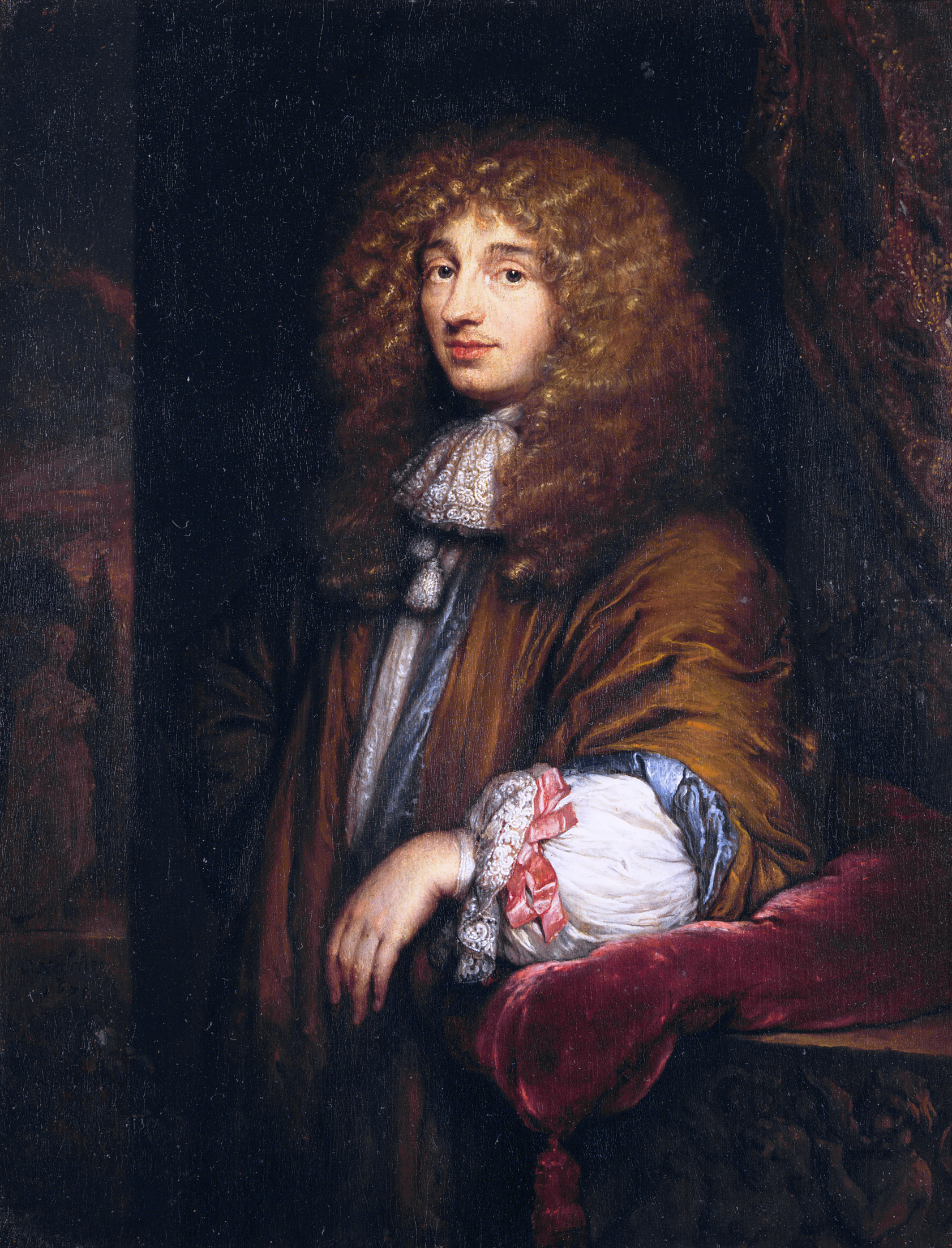
Titans Entdecker Christiaan Huygens nach einem Gemälde von Caspar Netscher (1671)

Siehe auch: Liste der Entdeckungen der Planeten und ihrer Monde.
Der niederländische Mathematiker, Buchautor, Physiker und Astronom Christiaan Huygens entdeckte Titan am 25. März 1655. Dieser erste Fund eines Saturnmondes gelang ihm mit einem selbstgebauten Fernrohr, dessen Linsen er zusammen mit seinem Bruder Constantijn jr. geschliffen hatte; es hatte einen Objektivdurchmesser von 57 mm und vergrößerte 50-fach.
Damit beobachtete Huygens zuerst die Planeten Venus, Mars, Jupiter und schließlich Saturn, in dessen Nähe er einen hellen Himmelskörper bemerkte, der im Laufe von 16 Tagen Saturn einmal umkreiste. Nach vier Umdrehungen war er sich im Juni sicher, dass es sich um einen Saturnmond handeln muss. Um diese Zeit war die Neigung der Saturnringe gegenüber der Erde gering und beeinträchtigte die Beobachtungen kaum. Seit der Erfindung des Fernrohrs (1608) war das die zweite Mondentdeckung, 45 Jahre nach den erstmals von Galilei beobachteten vier Jupitermonden.
Nahezu zwei Jahrhunderte blieb der Satellit namenlos. Zunächst wurde er unter anderem als der Huygenssche Saturnmond bezeichnet. Huygens selbst nannte ihn lediglich „Saturni Luna“ (oder „Luna Saturni“, lateinisch für „Saturns Mond“). Die im Laufe der Zeit bekannt gewordenen Trabanten eines Planeten wurden zunächst in der Reihenfolge ihrer Bahngrößen nummeriert; so wurde er um 1800 der sechste Saturnmond. Der Astronom John Herschel schlug in der 1847 erschienenen Veröffentlichung Results of Astronomical Observations made at the Cape of Good Hope für die damals bekannten acht Saturnmonde Namen nach den Titanen vor, einem Geschlecht von Riesen aus der griechischen Mythologie. Als größter Saturnmond erhielt er daraufhin den Namen Titan.

### Hubble

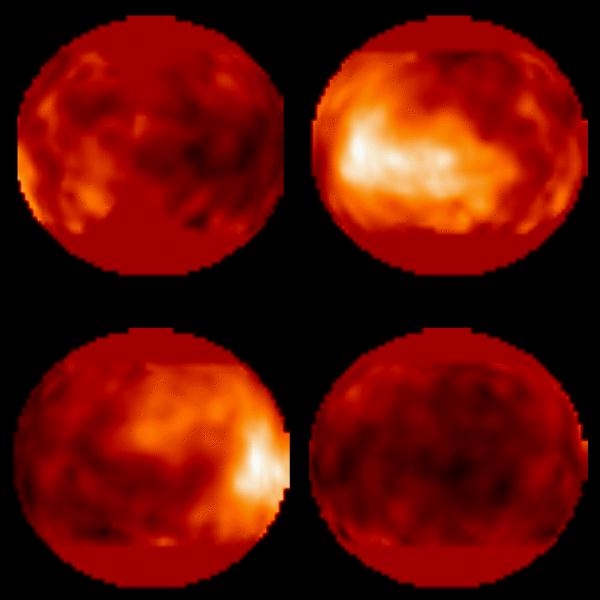
Infrarotaufnahme der Oberfläche von Titan (Weltraumteleskop Hubble, 1998)

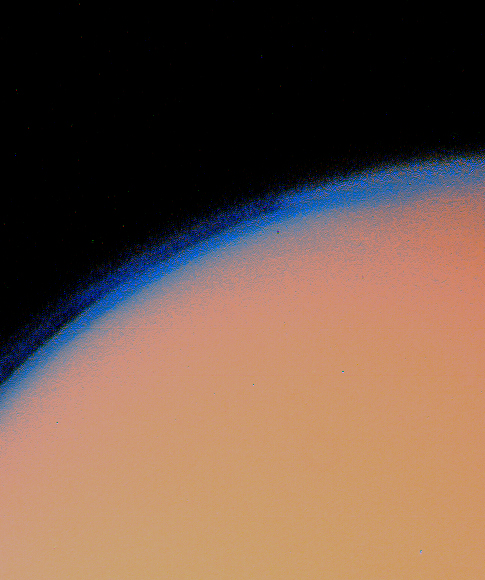
Titans Atmosphäre aus einer Entfernung von 435.000 Kilometern (Voyager 1, 1980)

Nachdem über 300 Jahre nur Beobachtungen von der Erde aus möglich waren, konnten die ersten groben Details der Oberfläche von Titan in den 1990er Jahren von dem Orbitalteleskop Hubble mit Aufnahmen im Spektralbereich des nahen Infrarot gewonnen werden, das die Methanwolken und den organischen „Smog“ durchdringt. Die darauf sichtbaren auffälligen Kontraste zwischen hellen und dunklen Gebieten der Oberfläche stehen in deutlichem Gegensatz zu den Strukturen, die von Oberflächen anderer Monde dieser Größenordnung bekannt waren. Konzentrische Strukturen wie Krater und Einschlagbecken waren damit zunächst nicht zu erkennen. Es lag nahe, die dunklen Zonen für tiefer gelegen zu halten als die hellen, sowie eine stofflich unterschiedliche Zusammensetzung dieser Oberflächen zu vermuten: bei den hellen Zonen eventuell Wassereis, wie es etwa auf den Jupitermonden häufig ist, und bei den dunklen Bereichen möglicherweise silikatische Gesteine oder organisches Material.

### Pioneer und Voyager

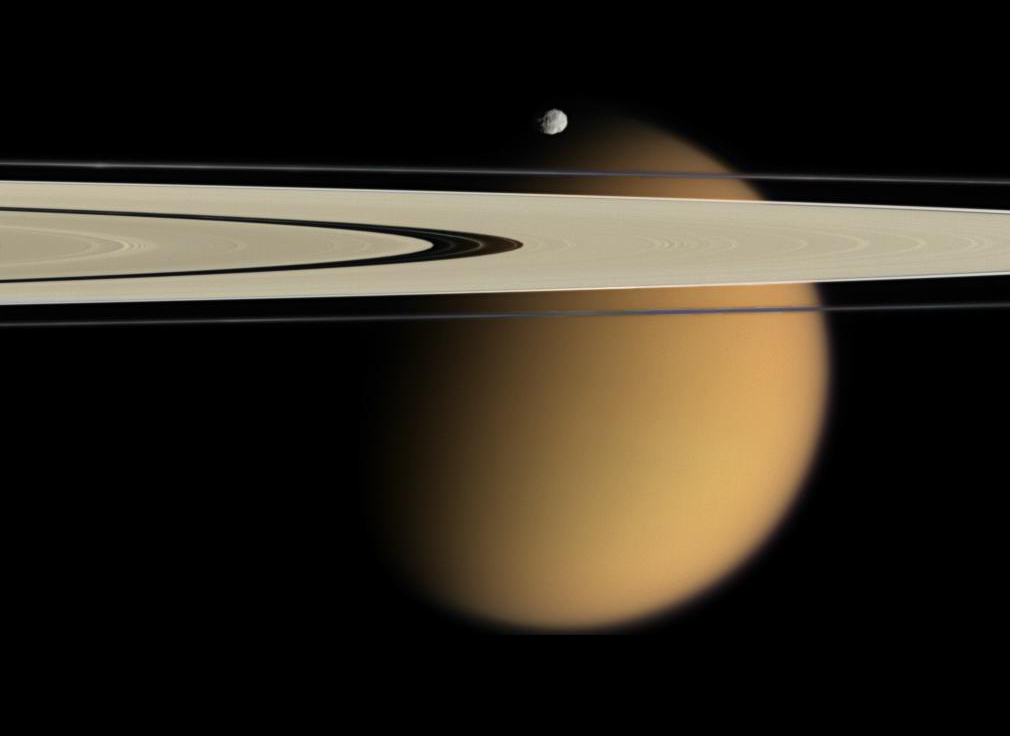
Der kleine, verbeulte Mond Epimetheus, der mit Smog eingehüllte Titan und Saturns A- und F-Ring (Cassini, 2006)

Als erste Raumsonde und einfacher Späher passierte die US-amerikanische Vorbeiflugsonde Pioneer 11 am 1. September 1979 den Planeten Saturn und übermittelte auch fünf Aufnahmen von Titan. Die Sonde kam dabei Titan bis auf 353.950 Kilometer nahe. Die abgelichteten Bilder waren jedoch für etwaige Oberflächendetails zu unscharf.
Ausgiebige Untersuchungen des Mondes erfolgten durch Voyager 1, die den Saturn am 12. November 1980 passierte und sich Titan bis auf 4000 Kilometer näherte. Ihre Aufnahmen des Mondes waren jedoch wegen der undurchsichtigen Dunstschicht seiner Atmosphäre nicht viel besser. Voyager 1 konnte deshalb nur die Zusammensetzung der Atmosphäre untersuchen und Basisdaten wie etwa die Größe, die Masse und die Umlaufzeit näher bestimmen.
Am 25. August 1981 passierte die Schwestersonde Voyager 2 das Saturnsystem. Da sie am Saturn einen Swing-by in Richtung Uranus absolvieren sollte, konnte ihre Flugbahn nicht in Titans Nähe führen.

### Cassini-Huygens
Am 15. Oktober 1997 wurde von der Cape Canaveral Air Force Station die Doppelsonde Cassini-Huygens, ein Gemeinschaftsprojekt der ESA, der NASA und der Agenzia Spaziale Italiana (ASI), zur Erkundung von Saturn, seiner Satelliten und Titan im Speziellen gestartet. Cassini war der erste Orbiter um den Saturn und sollte als ursprüngliches Missionsziel den Planeten mindestens vier Jahre lang umrunden.
Cassini umrundete Saturn seit seiner Ankunft am 1. Juli 2004. Planmäßig flog die Raumsonde erstmals am 26. Oktober 2004 in nur 1200 Kilometern Entfernung an Titan vorbei. Auf den dabei aufgenommenen Radarfotos der Oberfläche zeigen sich komplexe Strukturen.
Am 1. Juni 2008 war das Primärziel mit insgesamt 74 Saturnumläufen und 45 vorausberechneten Vorbeiflügen am Titan erreicht. Die darauf folgende Missionsphase trug die Bezeichnung „Cassini Equinox“, die bis zum 30. Juni 2010 noch 21 weitere Titan-Vorbeiflüge vorsah. Letzten Endes wurde Cassinis Mission bis 2017 verlängert. Während der am 27. September 2010 begonnenen „Solstice“ Missionsphase wurden weitere 56 Vorbeiflüge am Titan durchgeführt.
Die Mission Cassinis endete mit einem kontrollierten Absturz und Verglühen in der Atmosphäre des Saturn am 15. September 2017.

#### Huygens’ Abstieg und Landung

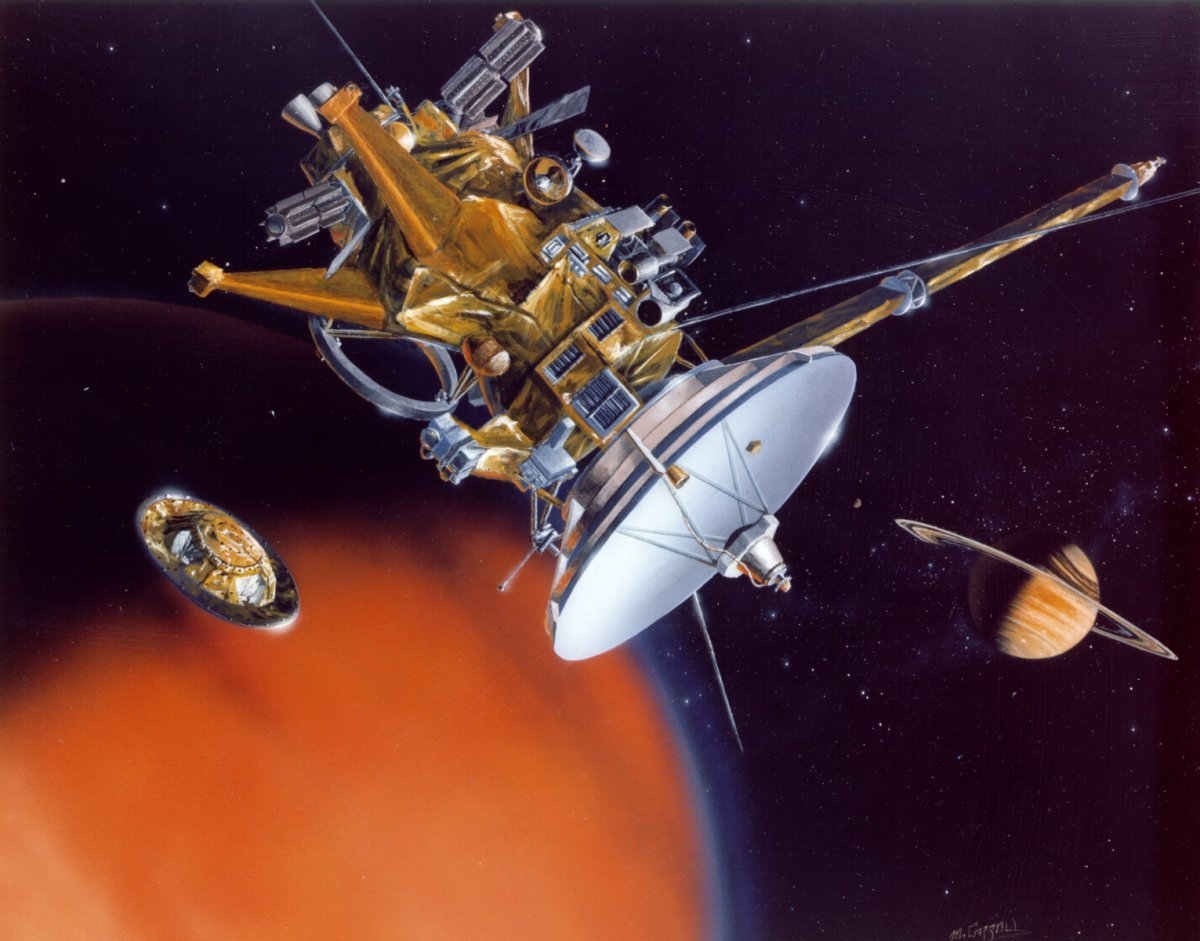
Künstlerische Darstellung: Huygens verlässt Cassini in Richtung Titan.

Am 25. Dezember 2004 war Huygens abgekoppelt worden und landete am 14. Januar 2005 auf der Oberfläche des Titan. Die Landestelle befindet sich bei den Koordinaten 10° S, 192° W, im Zentralbereich der saturnabgewandten Seite an der Grenze zwischen dem höher gelegenen Albedo feature Adiri und der tiefer gelegenen Region Shangri-La. Huygens ist der erste Lander auf einem anderen Mond als dem der Erde.
Beim Abstieg wurden Bilder der sich nähernden und schließlich erreichten Oberfläche gesendet. Dabei hat die sich unter stürmischen Bedingungen drehende Sonde neben physikalischen, chemischen und meteorologischen Messwerten auch Windgeräusche übertragen. Partikel in der Größenordnung von einem knappen Mikrometer in der Atmosphäre konnten während des Sinkmanövers ebenfalls nachgewiesen werden.
Erst 20 Kilometer über der Oberfläche gab der Dunst den Blick auf Titan frei. Auf einigen Fotos vom Landeanflug war eine schwarze Fläche zu erkennen, in die kurze Drainage-Kanäle münden. Sie wurde als möglicher See aus einer teerartigen Flüssigkeit interpretiert.
Am Ende des 2,5-stündigen Abstiegs durch die Atmosphäre prallte die Sonde mit einer Geschwindigkeit von 4,5 m/s auf. Danach konnten ihre Signale von Cassini noch für eine Stunde und zehn Minuten empfangen werden. Die Aufnahme der Oberfläche ähnelt auf den ersten Blick früheren Bildern der auf dem Mars gelandeten Viking-Sonden: Auf einer grau-orangefarbenen Ebene liegen bis zum Horizont zahlreiche Brocken unter einem gelb-orangen Himmel. Den ersten Analysen zufolge bestehen sie jedoch nicht aus Gestein, sondern wie der Boden aus Eis und Kohlenwasserstoffen. Die rundlichen Brocken in unmittelbarer Nähe der Kamera sind im Durchmesser bis zu 15 cm groß und gleichen Kieselsteinen.
Durch die viel größere Entfernung von der Sonne und den Dunst in der Atmosphäre ist das Tageslicht auf Titan nur ungefähr ein Tausendstel so hell wie das auf der Erde. Kurz vor der Landung schaltete sich deshalb ein Scheinwerfer ein, in dessen Licht das Eis des Titanbodens spektroskopisch identifiziert werden konnte.
Der Landeplatz erhielt am 14. März 2007 zu Ehren von Hubert Curien, einem der Gründerväter der europäischen Raumfahrt, den Namen „Hubert-Curien-Gedenkstätte“.

### Geplante Missionen
Die NASA-Sonde Dragonfly soll 2028 im Rahmen des New-Frontiers-Programms starten und Mitte der 2030er-Jahre bei Titan ankommen. Ein Quadrocopter soll auf der Oberfläche des Titan landen, sich dort fliegend fortbewegen und so mehrere Orte des Mondes erkunden.
Darüber hinaus ist Titan einer von mehreren möglichen Kandidaten für eine künftige Kolonisation im äußeren Sonnensystem. Der amerikanische Raumfahrtingenieur und Autor Robert Zubrin bezeichnet Saturn aufgrund seiner relativen Nähe, geringen Strahlenbelastung und der Verteilung der Monde als den für die Forschung wichtigsten und wertvollsten der Gasplaneten.

## Spekulationen über (Vorstufen zu) Leben
Titan könnte einen Schlüssel zum Verständnis der Entstehung des Lebens auf der Erde enthalten, da angenommen wird, dass auf der Urerde eine ähnliche Atmosphäre vorhanden war und somit ähnliche Bedingungen herrschten. Da Saturn und seine Trabanten weit außerhalb der habitablen Zone kreisen, ist das Entstehen von Leben unwahrscheinlich, Vorstufen werden jedoch nicht ausgeschlossen. Insgesamt sind trotz der niedrigen Temperaturen für die Kosmochemie sehr interessante Vorgänge auf diesem Mond zu vermuten, vielleicht auch Vorstufen für eine Art chemischer Evolution. Aufgrund der dichten Atmosphäre aus Stickstoff und organischen Verbindungen ist er ein bedeutendes Forschungsobjekt der Astrobiologie, da diese Bedingungen denen auf der Urerde gleichen könnten. Eine präbiotische Entwicklung in Richtung kohlenstoffbasierendes Leben, vergleichbar mit dem irdischen, würden die Oberflächentemperaturen jedoch verhindern.
Die Raumsonde Cassini entdeckte, dass Wasserstoff in Bodennähe verschwindet und das dort erwartete Acetylen nicht nachgewiesen werden konnte. Dies entspricht dem hypothetischen Modell des Astrobiologen Chris McKay, wonach auf Methan basierendes Leben diesen Effekt hervorrufen könnte. Als nicht-biologische Ursache wären bisher unbekannte chemische Prozesse in der Atmosphäre oder die Bildung von Methan aus Wasserstoff und Acetylen mit Hilfe eines unbekannten mineralischen Katalysators denkbar.
Im Jahre 2010 hatten Forscher von der University of Arizona im Labor die Bedingungen in der titanischen Gashülle simuliert. Dabei mischten sie Stickstoff, Methan und Kohlenmonoxid, die Hauptbestandteile der Atmosphäre von Titan, zusammen. In dieser Umgebung ohne Wasser, ausgesetzt einer starken Radiostrahlung, entstanden die Aminosäuren Glycin und Alanin, die Grundbausteine der irdischen Proteine sind. Zudem bildeten sich alle fünf Basiskomponenten der Nukleinsäuren RNA und DNA – Cytosin, Adenin, Thymin, Guanin und Uracil. Die Reaktionen seien komplett innerhalb einer gasförmigen Umgebung abgelaufen. Sarah Hörst und Roger Yelle von der University of Arizona halten es für möglich, dass sich auch auf der Erde die Grundbausteine nicht zwangsläufig in einer Ursuppe, sondern ebenfalls in der Atmosphäre bilden konnten und dann auf die Oberfläche abgeregnet wurden.

## Amateurastronomische Beobachtung
Mit einer scheinbaren Helligkeit der Magnitude 8,4 und einem maximalen Winkelabstand von circa 3 Bogenminuten zum Saturn reicht bei günstiger Sicht schon ein gutes Fernglas, um den großen Mond Titan zu sehen. Mit relativ kleinen Teleskopen kann er bereits sehr gut beobachtet und sein Umlauf um den Planeten ohne Weiteres verfolgt werden. In einem größeren Teleskop kann Titan als kleines Scheibchen gesehen werden. Seine Umlaufbahn hat den scheinbaren Durchmesser von etwa einem Fünftel der Erdmondscheibe. Titans Oberfläche lässt sich wegen der dichten Gashülle nicht erkennen. Mit einem Spektrometer können die Bestandteile der Atmosphäre und ihre Mengenverhältnisse festgestellt werden.

## Rezeption in Literatur und Kultur
- Der erste Teil des Werks Fiasko aus dem Jahr 1986 von Stanisław Lem spielt auf dem Titan, wo Menschen von der Erde Bergbau betreiben. Der 1997 erschienene Roman Titan von Stephen Baxter handelt von einer bemannten Titanmission der NASA, bei der die Mannschaft nach einer unplanmäßigen Landung ums Überleben kämpfen muss. In Philip K. Dicks The Game Players of Titan (1963, dt. Das Globus-Spiel) wird Titan von Wesen bewohnt, die über telepathische Fähigkeiten verfügen und leidenschaftliche Spieler sind.
- In Kurt Vonneguts satirisch-philosophischem Science-Fiction-Roman Die Sirenen des Titan von 1959  muss eine vom Planeten Tralfamadore gestartete Maschine namens Salo auf ihrer Reise durchs Universum notlanden. Die Tralfamadorier beeinflussen aus einer Entfernung von 150.000 Lichtjahren 200.000 Jahre lang die Geschichte der Menschheit auf der Erde, bis durch einen scheinbaren Zufall das benötigte Ersatzteil als Spielzeug in der Hand eines Kindes auf den Titan gelangt.
- In dem Roman Die dunklen Wüsten des Titan von Ben Bova aus dem Jahre 1975 ist ein zentraler Spielort der o. g. Saturnmond. Dort finden die Menschen seltsame Maschinen und Gebäudekomplexe nichtirdischen Ursprungs. Die Funktionsweise und Herkunft der Funde bleiben ungeklärt, bis eine Parallelmission, die sich zum fernen Sirius-Doppelsternsystem aufgemacht hat, neue Erkenntnisse schafft und zuletzt zur Klärung des Rätsels um die außerirdischen Artefakte beiträgt. Das Ausmaß dieser Erkenntnisse verändert das Dasein der menschlichen Rasse nachhaltig.
- Im Film Star Trek von 2009 nutzt die Crew die dichte Atmosphäre Titans, um sich vor den Romulanern zu verstecken. Auch gibt es eine Romanserie zum Schiff U.S.S. Titan, das unter dem Kommando von William T. Riker steht. Der vier Jahre später veröffentlichte Film Oblivion erwähnt den Mond als Zufluchtsort für die Menschen nach einer Alieninvasion. In Gattaca (1997) ist Titan Ziel einer Raummission.
- In der futuristischen Welt des Horrorspiels Dead Space 2 spielt sich die Haupthandlung in einem großen menschlichen Koloniekomplex ab, der auf dem Saturnmond errichtet wurde. Eine Station ist auch der Handlungsort des Adventures Titan Station, das in einem Retro-Sujet des Jahres 1999 angesiedelt ist.[110] Ebenso dient Titan als einer der Schauplätze des Action-Strategiespiels Battlezone und ist das exklusive Szenario des Aufbauspiels Industries of Titan.[111] Im Shoot ’em up Titan Attacks![112] und dessen Tower-Defense-Nachfolger Revenge of the Titans[113] versuchen titanische Monster die Erde zu erobern.
- Im 41. Jahrtausend des Warhammer-40.000-Universums wird Titan mit einem Kern aus superdichter Materie versehen und dient dem Space-Marines-Orden der Grey Knights als Basis.[114]
- Nach einem vernichtenden Angriff auf die letzte Bastion der Menschheit im Videospiel Destiny 2 stellt der Titan einen Rückzugsort für einen Teil der Flüchtenden. Hier besucht der Spieler ein Areal aus Bohrinsel-ähnlichen Strukturen, die auf einem weitläufigen Meer errichtet wurden.[115]
- In der Eismondreihe des Autors Brandon Q. Morris wird der Titan als Handlungsort genutzt. Das zweite Buch der insgesamt fünf Bücher umfassenden Reihe trägt sogar explizit den Titel Titan. Durch Zufall wird auf der Erde im Jahr 2045 das Signal der seit 2005 verstummten Huygens-Sonde aufgeschnappt und versetzt die Raumfahrtbehörden nach anfänglichem Zögern in Aufruhr. Da im ersten Teil der Buchreihe eine internationale Mission den Eismond Enceladus besucht hatte, wird die Crew nun auf dem Rückweg zur Erde zum Titan gesandt, um dem unerklärbaren Phänomen auf den Grund zu gehen. Tatsächlich landet ein Teil der Crew auf dem Titan und stellt Nachforschungen an, die etwas zu Tage fördern, mit dem niemand gerechnet hat.
- Im Film Titan – Evolve or Die spielt der Saturnmond ebenfalls eine tragende Rolle. In dem Science-Fiction-Film aus dem Jahre 2018 wird eine Testgruppe von Freiwilligen unterschiedlichen genmanipulativen Untersuchungen bzw. Veränderungen unterzogen, um den menschlichen Organismus an die atmosphärischen Bedingungen des Titan anzupassen. Der Hauptdarsteller Rick Janssen überlebt alle Eingriffe und wird am Ende des Films auf dem Titan gezeigt, das zweifelhafte Forschungsexperiment somit als geglückt dargestellt.